# История Эфиопии

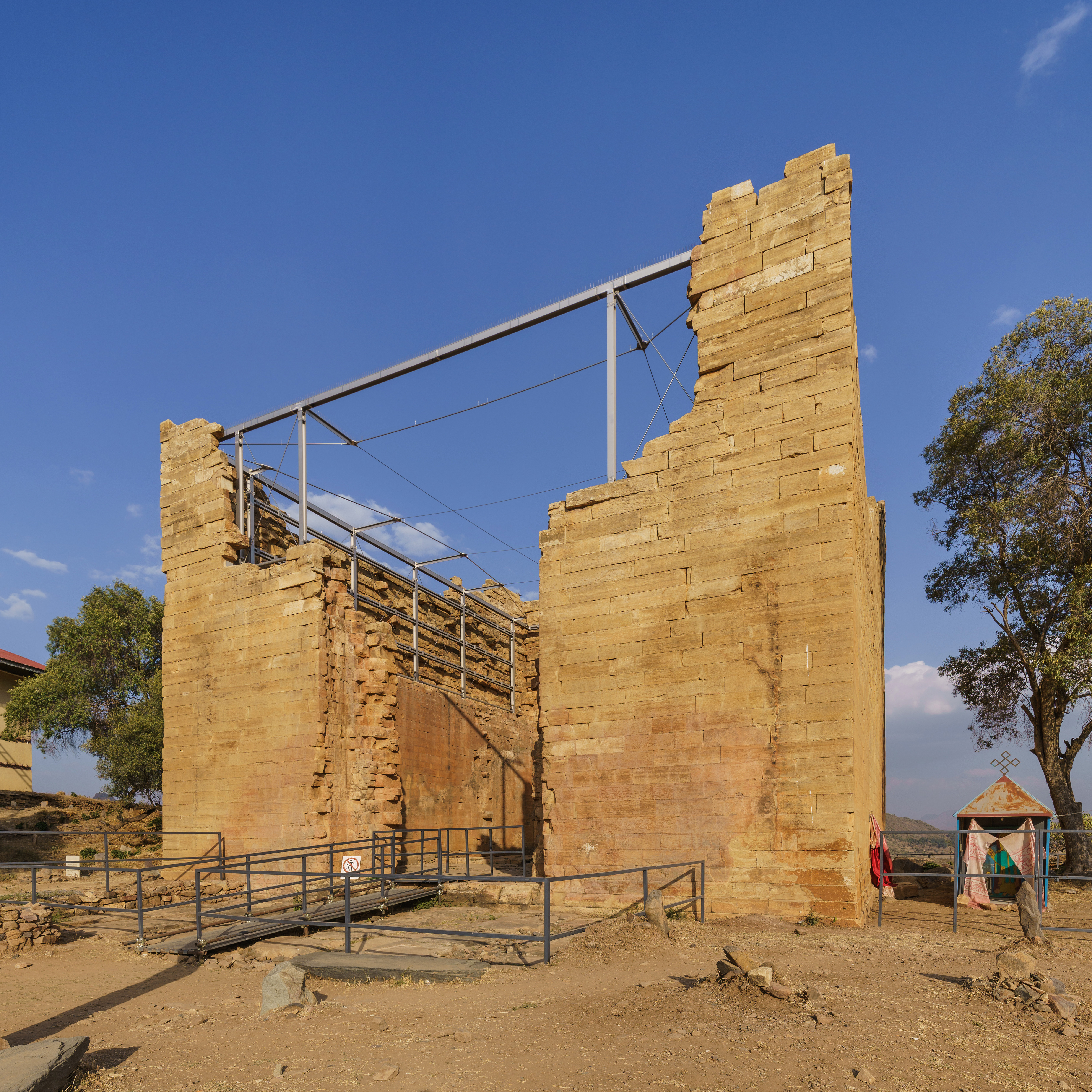
Руины храма в Йехе (провинция Тигре, Эфиопия)

## Доисторический период
Современная территория Эфиопии принадлежит к Восточноафриканскому — одному из древнейших ареалов развития человека. Возраст некоторых палеонтологических находок останков австралопитеков и человека умелого на эфиопской территории оценивается в 4,4—2,8 млн лет.
В Арамисе был найден скелет вероятного эволюционного предшественника австралопитеков, жившего около 4,4 млн лет назад. Находка получила название «Арди», а вид, к которой принадлежал гоминибад — Ardipithecus ramidus (от афарского «арди» — «земля», «рамид» — «корень»).
Несколько позвонков Australopithecus anamensis из местонахождения Асса Исси (Assa Issie) в палеоантропологической области Средний Аваш возрастом около 4,2 млн л. н. свидетельствуют о том, что он был способен к прямохождению.
В центре района Афар найдены челюсти вида Australopithecus deyiremeda возрастом 3,3—3,5 млн лет.
В районе Дикика археологи обнаружили борозды на костях животных, живших 3,39 млн л. н., нанесённые, предположительно, каменными орудиями.
К виду австралопитек афарский относится Селам (DIK 1-1) возрастом 3,3 млн л. н., найденный в Дикике, а также находки из Корси Дора (Кадануумуу), Феджеджа, Билохдели, Мака, AL 288-1 (Люси) и AL 333 из Хадара (3,18 млн л. н.).
В Леди-Герару челюсть предка Homo или представителя «ранних Homo» LD 350-1 датируется возрастом 2,80—2,75 млн л. н., а форма альвеолярной дуги была более примитивной, чем у образца OH7 вида Homo habilis и Homo rudolfensis.
В местонахождении Милле-Логия в пустыне Афар в долине реки Аваш в слое Сераиту (2,8—2,6 млн л. н.) нашли фрагмент теменной кости и верхние части правой и левой локтевых костей.
В слое Бокол-Дора 1 в Леди-Герару орудия, изготовленные по олдувайской технологии, датируются возрастом 2,58—2,61 млн лет назад. Галечные орудия (чопперы), найденные на эфиопском местонахождении Када Гона на левом притоке Аваша реке Када Гона и датируемые возрастом 2,55—2,58 млн л. н., более архаичны, чем классические орудия олдувайской культуры, но более прогрессивны, чем орудия из Бокол Доры 1.
В слое Урайтеле (2,4—2,5 млн л. н.) в Милле-Логии нашли коронку моляра асимметричной ромбовидной формы, подобной коронкам Homo habilis и Homo erectus.
В Хадаре верхняя челюсть «раннего Homo erectus» AL 666-1 из Макаамиталу датируется возрастом 2,33 млн лет назад.
Нижняя челюсть ребёнка 2—3 лет из слоя Е стоянки Гарба IV (Мелка Кунтуре, Верхний Аваш) датируется возрастом 1,8 млн лет назад.
Артефакты олдувайской культуры в Мелка-Контуре (en:Melka Kunture) возрастом 1,6—1,7 млн лет (Гомборе) принадлежат Homo ergaster.
MK3 (IB7594) из Гомборе в районе Мелка-Контуре обнаруживает сходство как с раннеплейстоценовыми восточноафриканскими гомининами крупного телосложения, такими как KNM WT 15000 из Нариокотоме III, KNM-ER 736 и KNM-ER 1808 из Кооби-Форы, так и с UB 10749 из Убайдии (Израиль). Они отличаются и от мелкотелых представителей вида Homo habilis, и от гоминида из Дманиси D2700/D2735 (Грузия), что, видимо, отражает разные события ранних миграций представителей рода Homo.
В местонахождении Консо-Гардула нашли костяной топор (рубило) KGA13-A1 ZA1 длиной 13 см, изготовленный 1,4 млн л. н. из левой бедренной кости бегемота, нижнюю челюсть Homo erectus sensu lato KGA10-1, фрагменты черепа, зубы.
Мастерская по изготовлению ашельских ручных рубил из обсидиана, обнаруженная на уровне C стоянки Simbiro III в районе Мелка-Контуре датируется возрастом 1,2 млн лет.
Черепа BOU-VP-2/66 из Даки (Daka, 0,8—1,042± 0,009 млн л. н.), UA 31 из Буйи (Buia, 992 тыс. л. н.) из впадины Данакиль в северной части Афарской котловины в Эритрее и KNM-OL 45500 из Олоргесайли (970—900 тыс. л. н.) в Кении имеют фенетическое сходство ближе к H. ergaster, чем к африканским гомининам среднего плейстоцена, таким как Бодо (H. heidelbergensis) и зимбабвийский Кабве (H. rhodesiensis).
В местонахождении Гомборе II-2, которая является одним из нескольких археологических памятников в Мелка-Контуре в верхней Авашской долине на высоте 2000 м над уровнем моря, найдены отпечатки следов ног нескольких людей и кости разделанного 700 тыс. л. н. людьми бегемота. Человеческие следы взрослых и детей в Мелка-Контуре, оставленные ок. 700 тыс. л. н. на мягкой глине, покрытой слоем вулканического пепла, принадлежат, возможно, гейдельбергскому человеку.
Возраст представителя вида Homo heidelbergensis из Бодо (Аваш, Афар) — 600 тыс. лет назад. Другие авторы предлагают на основе голотипа черепа Bodo 1 выделить отдельный вид людей — Homo bodoensis. По сравнению с H. erectus, H. bodoensis отличается увеличенной вместимостью черепа (промежуточной между H. erectus и H. sapiens) и набором сопутствующих производных признаков.
На стоянке среднего каменного века Африки Негус Кабри (Асболе, афарский регион) каменные орудия находятся между слоями туфа, датирующимися возрастом 640 тыс. л. н. и 144 ± 23 тыс. лет назад.
Самый старый участок среднего каменного века в формации Гадемотта, где были найдены метательные копья с наконечниками из обсидиана, датируется возрастом более 279 000 лет назад. Орудия из местонахождения Тийя содержат орудия среднего каменного века (MSA), которые технологически схожи с инструментами, найденными в формациях Гадемотта (Gademotta) и Кулкулетти (Kulkuletti).
Останки из Омо найдены в формации Омо-Кибиш. Исследование аргоновым методом образцов туфа с участка KHS, который окончательно перекрывает часть формации Омо-Кибиш, содержащую окаменелость Омо I, позволило уточнить, что извержение вулкана Шала (Shala) в Главном эфиопском рифте произошло 233±22 тыс. лет назад. На реке Омо каменные орудия из слоёв I и III относятся к среднему каменному веку Африки.
Черепа Идалту возрастом 154—160 тыс. лет из деревни Херто (Herto) в формации Бури (Средний Аваш) могут принадлежать непосредственным предкам вида Homo sapiens.
На местонахождении Porc-Epic Cave (близ Дыре-Дауа), датируемом возрастом 40 тыс. л. н. (период «позднего каменного века» (LSA)), учёные выявили на каменных инструментах следы охры двух цветов.
Стоянка человека в скальном укрытии Финча-Хабера в горах Бела на высоте 3469 метров над уровнем моря датируется возрастом 47 000 — 31 000 лет назад.
Скелет жившего 30 тыс. л. н. человека, получившего прозвище Феликс, был найден в регионе Афар менее чем в миле от местонахождения наскальных рисунков.
У обитателя эфиопской пещеры Мота  I5950 (Оромийя), жившего 4500 л. н., определена Y-хромосомная гаплогруппа E (субклад E1b1a2>E1b-Y175024*) и митохондриальная гаплогруппа L3x2a (субклад L3x2a2b). Это свидетельствует об обратной миграции людей из Евразии в Африку. В период примерно с 919—801 гг. до н. э. до 819—755 гг. до н. э. в Эфиопии появились первые куры.

## Древняя история
Древнеегипетские источники говорят о ещё более древней стране Пунт, существовавшей на территории Африканского Рога. Около 1000 года до н. э. в южной части Аравийского полуострова были образованы Хадрамаутское, Катабанское и Сабейское царства, что значительно ускорило процесс переселения части населения этого региона (современный Йемен) на территории сегодняшних Эритреи и северо-восточной Эфиопии. Переселенцы принесли с собой семитские языки, положив начало развитию эфиопской цивилизации, которая обладала значительными антропологическими, языковыми, этническими, культурными и религиозными связями с семитским и средиземноморским мирами, во многом отличаясь от других современных ей африканских цивилизаций.
В VIII веке до н. э. на эфиопские земли прибыла крупная сабейская колония, стремительно отделившаяся от своей аравийской метрополии. С прибытием сабеев связана известная эфиопская легенда о «Соломоновой династии», представителями которой якобы являлись эфиопские цари. Согласно легенде, все они были потомками древнеизраильского царя Соломона и библейской царицы Савской, то есть, правительницы Сабейского царства. Эфиопы традиционно называли царицу Савскую эфиопской Македой или Билкис.
Переселение аравийцев-тигре на плато привело к распространению в Эфиопии не только семитских языков, но и многочисленных навыков: каменного строительства методом сухой кладки и резьбы по камню, расписной керамики и ещё некоторых достижений цивилизации. Смешавшись с кушитами, обитавшими в регионе Тигре, аравийские переселенцы образовали агази — древнеэфиопскую народность, по имени которого современная территория Тигре стала известна как «страна Агази», а древнеэфиопский язык — как геэз. Древнейшим эфиопским государством, сложившимся под влиянием аравийцев, ещё в VIII веке до н. э. стало царство Даамат.
Известно, что цари государства Мероэ Горсиотеф (начало IV века до н. э.) и Настасен (конец IV века до н. э.) вели войны с народом хабаса (Абиссиния); древние греки называли эфиопами всех чернокожих обитателей Африки, в первую очередь нубийцев; ныне это название закрепилось за территорией, известной также под названием Абиссиния.
К III веку до н. э. это государство распалось на небольшие княжества (Хэгэр, Даваль). На эфиопском побережье Красного моря и Аденского залива появились фактории эллинистического Египта, пришедшие в упадок к I веку до н. э.

## Раннее средневековье
В начале I тысячелетия н. э. в результате объединения ряда небольших племенных образований, известных с середины I тысячелетия до н. э., образовалось могущественное Аксумское царство. Его главным портом стал город Адулис на побережье Эритреи, ставший важным перевалочным пунктом на торговом пути из Египта в Индию и Ланку, а также к берегам Восточной Африки.

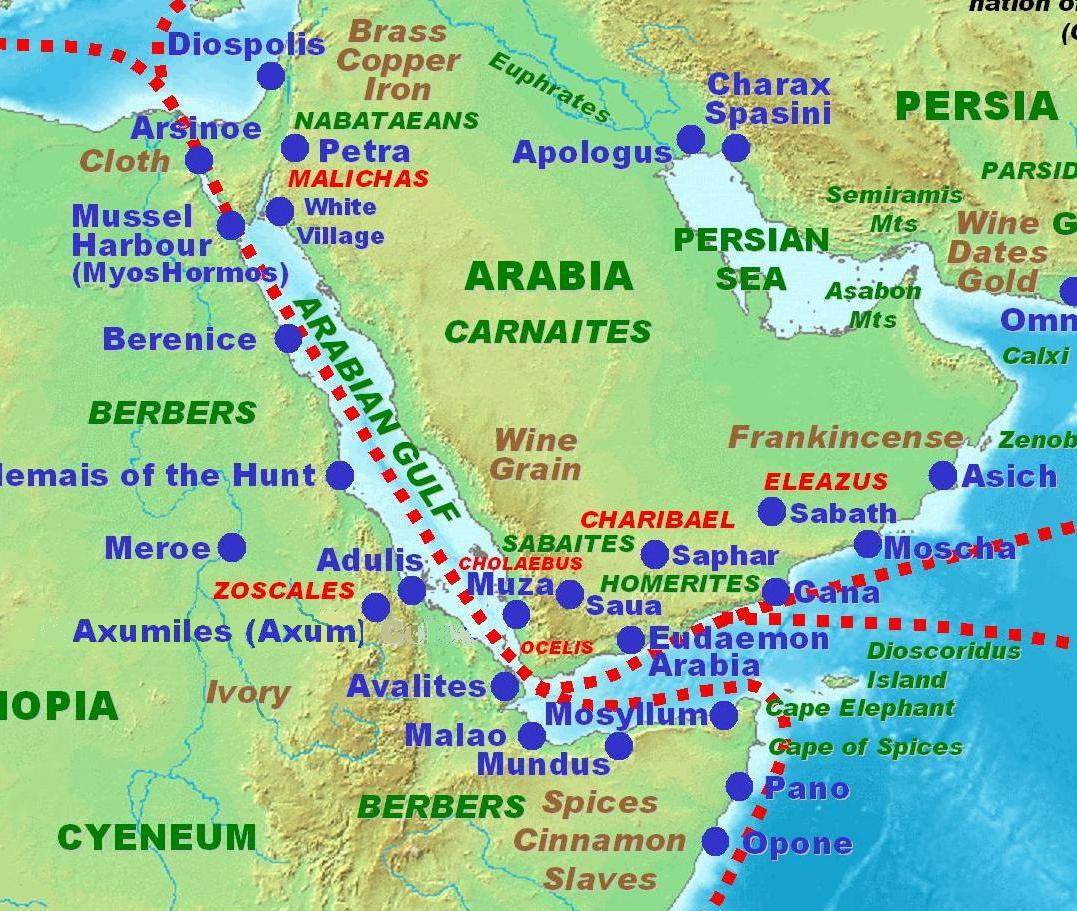
Адулис описывается в Перипле Эритрейского моря, составленном в I веке

Империя Аксум достигла наибольшего расцвета в IV—VI веках н. э., когда его могущество распространялось на Нубию, Йемен, Эфиопское нагорье и северную часть Африканского рога. Правителю Аксума («царю царей») платили дань местные правители; с южных границ Эфиопии и из Судана в Аксум поступали золото, драгоценные камни, слоновая кость, рог носорога, зубы гиппопотама, шкуры диких зверей, живые звери и птицы. Эти товары вывозились через Адулис в Римскую империю, Иран, Индию, Ланку; взамен импортировались изделия из цветных металлов, железа, ткани из Египта, пряности, вино, сахар, зерно (пшеница, рис). Немало связанных с торговлей свободных иностранцев — римлян, сирийцев, индийцев — проживали в Аксуме и Адулисе. Для нужд торговли цари Аксума с III века н. э. чеканили золотую и серебряную монету. В V—VI веках Аксум стал крупнейшим городом Северо-Восточной Африки; его размеры и великолепие производили впечатление не только на арабов, но и на византийских путешественников. Адулис превратился в крупнейший порт западной части Индийского океана.
В I—IV веках в Аксуме господствовала местная языческая религия, в которой ключевое значение имел культ священной особы царя. В IV веке н. э. в Аксум проникает христианство, и уже в середине IV века, при царе Эзане (ок. 325—360 гг.) становится государственной религией. Раб-секретарь Эзаны Фрументий, сириец по рождению, был рукоположён первым епископом Аксума. 329 год считается датой основания эфиопской монофизитской церкви, которая оставалась зависимой от египетской коптской церкви вплоть до 1948 года.

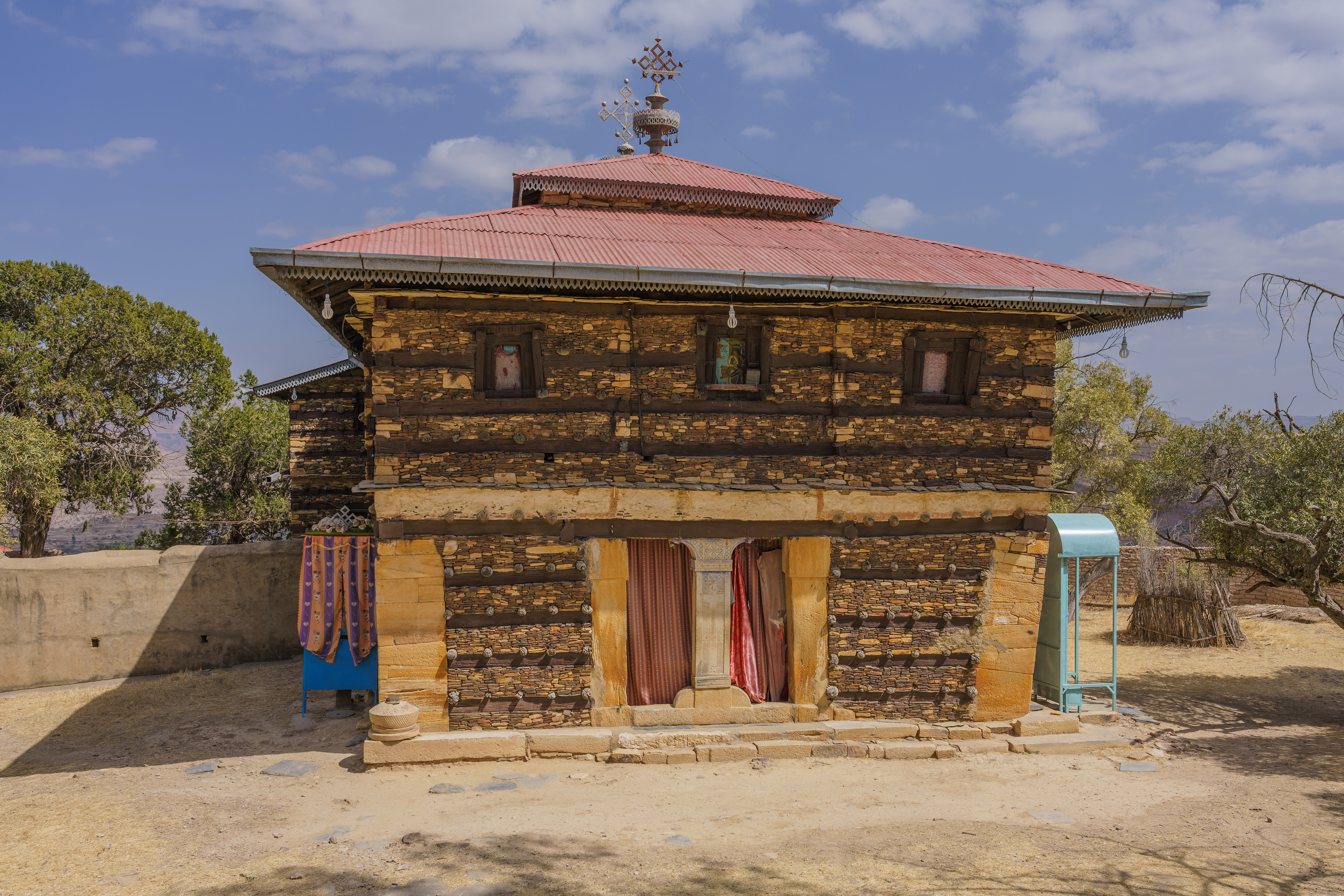
Аксумская архитектура: Монастырь Дебре Дамо (V или VI век н. э.)

Глава эфиопской церкви и высшее духовенство — абуны (епископы) назначались александрийским патриархом и были, как правило, египтянами. Христианство распространялось в основном мирными методами и к VI в. утвердилось в качестве официальной религии.
В правление Эзаны аксумиты совершали победоносные походы в Мероэ, господствовали в стране беджа и претендовали на контроль над Южной Аравией. Однако даже во время расцвета Аксума власть царя царей не была очень прочной, и походы против подвластных племён приходилось постоянно повторять.
Царь Калеб Элла-Асбэха (ок. 510 — ок. 530) предпринял поход в Йемен (517 г.) против царя Юсуфа Зу-Нуваса, сделавшего иудаизм государственной религией в Химьяре. Эфиопы захватили Зафар, столицу Химьяра, но в 518 г. Зу-Нувас отвоевал столицу и истребил аксумский гарнизон. В 525 г. аксумиты вновь высадили армию в Йемене с византийских кораблей, Зу-Нувас был разгромлен и убит простым воином Абрахой, который стал наместником Йемена, а вскоре (534 г.) захватил власть и создал в Южной Аравии отдельное государство, в котором правили эфиопы. Абраха посылал дары Элла-Асбэхе и его преемнику Гэбре-Мэскэлю, но проводил независимую политику; за время своего правления он совершил по крайней мере один дальний поход в Центральную Аравию (по мусульманской традиции, в 570 г., но скорее всего, это произошло в 547 г.)
В 577 г. персидский шах Хосров I направил в Южную Аравию флот и войско. Йемен был завоёван персами и стал «заморской колонией» Сасанидов, которые распространили господство и на острова Красного моря напротив эфиопского побережья.
В VII веке в Аравии возник ислам. В 615 году в Аксуме нашли убежище члены первоначальной мусульманской общины, изгнанные из Мекки своими соплеменниками. Аксумский царь Армах I был союзником Мухаммада. Однако после того, как ислам восторжествовал в Аравии, эфиопы проявили враждебность к новым соседям. Скорее всего, причиной была торговая конкуренция, игравшая ключевую роль в жизни как арабов, так и аксумитов. Уже в 630 году аксумский флот напал на побережье Хиджаза, но арабам удалось посадить эфиопские корабли на мель. В 640 аксумиты вновь атаковали аравийское побережье, в ответ йеменцы предприняли набег на Аксум. После того, как арабы в 641 завоевали Египет, а в 652 подчинили суданское царство Мукурра, Аксум оказался отрезан от христианских союзников и рынков Средиземноморья.
Новый серьёзный конфликт произошёл в начале VIII в. В 702 аксумский флот высадил десант, который внезапным ударом захватил Джидду; в Мекке была паника, мусульмане с трудом перебросили подкрепления и отразили нападение. Вскоре после этого арабы, уже имевшие солидный опыт морских походов, предприняли большую экспедицию против Аксума. Они захватили, разграбили и разрушили Адулис, который навсегда потерял своё значение; архипелаг Дахлак перешёл под власть арабов. Уже к середине VIII в. Аксумская держава пришла в упадок. Города постигло запустение, Аксум сохранил значение лишь как религиозный центр, позднее здесь происходила коронация императоров.
В IX—XI веках на островах Дахлак, в Массауа, Зейле и на восточных окраинах Эфиопского нагорья появляются мусульманские городские общины и небольшие княжества. В районах Бэгемдыр и Сымен, к северу от озера Тана, образовалось независимое княжество народа фалаша, с давних времён исповедовавшего иудаизм. Основная часть эфиопов осталась христианской.

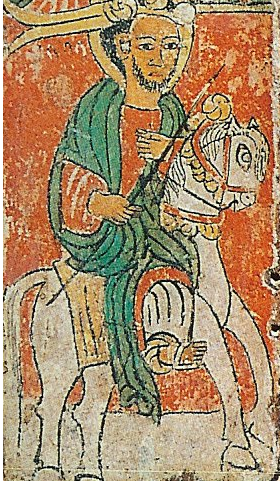
Гебре Мескель Лалибэла

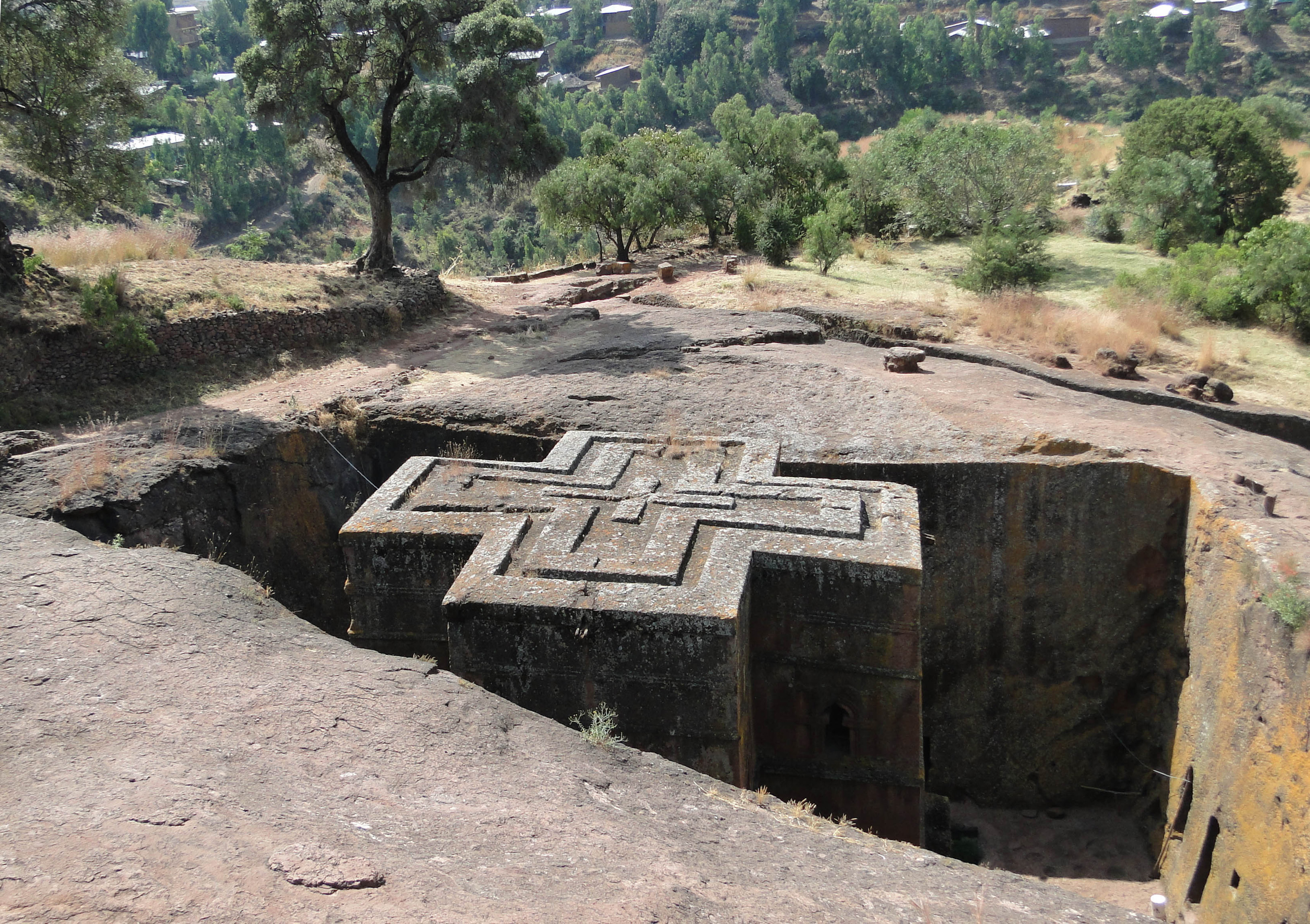
Церковь Святого Георгия (XIII век), одна из скальных церквей Лалибэлы

В XII веке происходит консолидация христианских княжеств в царство Ласта династии Загве (столица — Лалибела, к востоку от озера Тана). К рубежу XII—XIII веков относится правление легендарного царя Гебре Мескель Лалибэлы из династии Загве: ему приписывается строительство храмов, раздача даров духовенству и нищим, а также угроза, адресованная мусульманам — построить плотину и отвести воды Голубого Нила от Судана и Египта. Параллельно в области Шоа мусульмане объединяются в султанат с династией Махзуми (Махджуми); у язычников было царство Дамот.
В XIII в. сменяется династия как в христианской, так и в мусульманской части Эфиопии. В 1270 верховная власть от династии Загве переходит к т. н. Соломоновой династии правителей Тэгулета и Мэнза; преобладающим в государстве становится народ амхара, а центр тяжести смещается на юг, в северную часть Шоа (Тэгулет). В 1277 к юго-востоку от Мэнза образовался султанат Йифат во главе с династией Уоласма, который в 1285 присоединил юго-восточную часть Шоа, отняв гегемонию у султанов Махджуми. С этого времени Йифат, удерживая господство над постоянно соперничающими султанатами (Адаль, Доуаро, Бали, Хадья, Фэтэгар), начинает длительную борьбу с христианским царством. В этой борьбе христиане оказались сильнее благодаря более совершенной военно-феодальной и церковной организации, хотя на стороне мусульман были торговое преимущество и поддержка исламских государств, через которые осуществлялись практически все связи Эфиопии со внешним цивилизованным миром.

## Позднее средневековье. Начало правления Соломоновой династии
Племяннику и преемнику Лалибэлы Ныакуто-Леабу пришлось долго бороться за власть с собственным сыном Йитбарэком. Основатель Соломоновой династии Йикуно-Амлак возводил своё происхождение к легендарному Менелику I, якобы рождённому царицей Савской от древнеизраильского царя Соломона (970 до н. э. — 940 до н. э.) после её визита в Иерусалим, описанного в Библии. (Царство Саба находилось на юге Аравийского полуострова, но имело колонии в Эфиопии).
Йикуно-Амлак воспитывался в монастыре. Его наставник, Тэкле-Хайманот, добился от благочестивого Ныакуто-Леаба обещания передать престол после смерти Йикуно-Амлаку. Вступление на трон Йикуно-Амлака (1268—1285) ознаменовалось «священным союзом» с духовенством, которому была передана треть государственных земель. Глава монахов — ычэге — сидел по правую руку от царя и был фактически вторым лицом в государстве, а вторым лицом в духовной и третьим в государственной иерархии стал акабэ сэат, ведавший распорядком дня при дворе и разрешавший религиозные споры. Пост ычэге занял Тэкле-Хайманот, а акабэ сэат — абба Ийесус-Моа из монастыря с острова на озере Хайк, где Йикуно-Амлак провёл детство.
Правители Соломоновой династии носили титул «ныгусэ нэгэст» — «царь царей». В исторической науке их традиционно называют императорами. Однако государственная структура средневековой Эфиопии была ещё слабо развита. Как император, так и большинство царей не имели даже постоянной резиденции и объезжали свои владения, собирая дань и охраняя границы, посещая святые места и усмиряя непокорных вассалов. Несмотря на это, в Эфиопии существовал ряд прогрессивных для своего времени законов и обычаев, в частности, было заметно смягчено рабство. Убийство раба считалось преступлением. Раб мог обратиться в суд с жалобой на своего господина. Раб, принявший христианство, не мог быть продан иноверцу.
Йикуно-Амлак и его сын Ягбыа-Цыйон, или Сэломон I (1285—1294) сохраняли добрые отношения с мусульманскими султанатами. Ягбыа-Цыйон установил официальные связи с мамлюкским султаном Египта, который предоставил эфиопским христианам определённые права в Иерусалиме и разрешил коптскому патриарху послать в Эфиопию епископа. С этого времени мусульмане составляли в христианской Эфиопии торговое сословие и выполняли дипломатические поручения царей. При дворе христианских императоров много раз находили убежище мусульманские правители, спасавшиеся от своих соперников.
Пять сыновей Ягбыа-Цыйона — Цынфэ-Арыд, Хызбэ-Ассэгыд, Кыдмэ-Ассэгыд, Жэн-Ассэгыд, Бахыр-Ассэгыд — должны были поочерёдно занимать престол на год, сменяя друг друга. Однако Бахыр-Ассэгыд решил заточить всех братьев и править единолично; один из братьев узнал о его планах и тут же заточил самого инициатора. С тех пор в Эфиопии существовала традиция, по которой при воцарении нового императора остальных членов династии отправляли в заточение на гору Амба-Гышен, где они проводили всю оставшуюся жизнь. На плоской вершине совершенно неприступной горы принцы жили в роскошных условиях, к их услугам были богатые библиотеки, они вели диспуты, слагали стихи, но были совершенно отрезаны от внешнего мира и усиленно охранялись.
О правлении Уыддым-Арыда (1299—1314) не известно почти ничего. Ему наследовал молодой энергичный Амдэ-Цыйон I (1314—1344), которого называют подлинным основателем империи. В 1328 г. он победил и взял в плен султана Йифата — Хакк ад-Дина I, который захватил и пытал эфиопских послов, возвращавшихся из Египта. Однако возведённый эфиопами его брат Сабр ад-Дин развернул партизанскую войну, его отряды вторгались далеко вглубь эфиопских земель. Амдэ-Цыйон победил Амэно, правителя царства Хадия, принявшего ислам, затем подавил восстание фалаша, а в 1331 г. разгромил Сабр ад-Дина. Области Мэнз, Зэга и часть Йифата до реки Аваш перешли к Эфиопии, а в Йифате был посажен на трон Джамаль ад-Дин I, брат Сабр ад-Дина. Но как только христианские войска покидали Йифат, местное население поднимало восстание, к которому присоединялся и правитель. В этот период ослабевает Йифат и усиливается Адаль (на востоке Эфиопии и севере Сомали). Амдэ-Цыйон был первым императором, вступившим на территорию Адаля; его войска много раз опустошали эти земли, доходя почти до Зейлы; хотя его победа была очень непрочной, она закрепила превосходство Эфиопии над султанатами.
При Амдэ-Цыйоне I в Эфиопии развернулась борьба трёх группировок монофизитского духовенства: монахи с острова Хайк (они держали должность акабе сэат), монахи из монастыря Дэбрэ-Асбо (должность ычэге) и из монастыря Дэбрэ-Либанос с его священным источником. Император вступил в конфликт с монастырём Дэбрэ-Асбо, что привело к ссылке его монахов в Тигре, Дэмбию и Бэгемдыр. Рассеянные по всей стране монахи основали ряд новых монастырей на островах озера Тана, в Уолдэбба, в Эррэре, что привело к широкому распространению толка тоуахдо. К правлению Амдэ-Цыйона относится путешествие монаха Аустатеуоса в Нубию, Египет, Палестину и Киликийскую Армению (1336—1352), и появление «Славы царей» («Кыбрэ нэгэст»), — самого популярного после Библии сочинения на языке геэз. Тогда же были впервые озвучены претензии на происхождение династии от царя Соломона; позднее некоторые из эфиопских императоров пользовались печатью с надписью: «Лев-победитель из колена Иудова».
Сын Амдэ-Цыйона, Сэйфэ-Арыд (1344—1371) разгромил и пленил Али, сына Сабр ад-Дина, попытавшегося освободиться от подчинения христианам. В 1345 г. Сэйфэ-Арыд посадил на престол Йифата сына Али — Ахмед Харб-Арада, а затем выпустил его отца, который вернулся на трон в 1348 г. Долгая борьба за власть между отцом и сыном ослабила Йифат; наконец, внук Али — Хакк ад-Дин II — в 1363 г. перенёс свою столицу в область Адаль, которая дала название новому государству. Хакк ад-Дин II отстоял независимость, но мусульманские земли западнее и юго-западнее Адаля (Йифат, Доуаро, Хадия, Бали и др.) остались в составе Эфиопской империи. Вассал Сэйфэ-Арыда в нынешней Эритрее совершил поход в Нубию. В пограничных областях Амдэ-Цыйон и Сэйфэ-Арыд селили воинов-пахарей и стремились, обратить местное население (частью поверхностно исламизированное) в христианство. В то же время и Амдэ-Цыйон, и Сэйфэ-Арыд не боялись конфликта с церковью и не останавливались перед заменой митрополита другим, более сговорчивым.
Ныгуайе-Марьям (1371—1382) вынужден был бороться с султаном Хакк ад-Дином II, который в 1386 г. погиб в битве с эфиопами. Давид I (1382—1411) для усиления армии отправил в Европу посольство во главе с флорентийцем Антонио Бартолли, главной целью которого было привлечь в Эфиопию мастеров-оружейников. При нём же из Египта прибыла группа мамлюков, которые обучали воинскому делу эфиопскую конницу, а также наладили изготовление сабель, усовершенствованных копий, зажигательной смеси «нафта», кольчуг и других видов оружия. Давид успешно отражал набеги Адаля, преследуя отступающих мусульман на его территории; в 1403 г. эфиопские войска дошли до Зейлы и взяли её приступом. Давид во время своего царствования совершил паломничество в Иерусалим через мусульманские страны. Внутри страны он оказывал всемерную поддержку монастырю Дэбрэ-Бизан, прославившемуся борьбой с мусульманами; в 1411 г. он отрёкся, вероятно, под давлением соперничающих монахов. Его сын Теодрос I (1411—1414) выступил против держания духовенством трети эфиопских земель и неожиданно умер.
При Йисхаке (1414—1429) в Эфиопию прибыли европейские оружейники, а также египтяне. И европейцы, и мамлюки стали советниками и помощниками императора в проведении реформ управления и сбора налога. Йисхак долго боролся с Саад ад-Дином, который в конце концов был разбит эфиопскими войсками и умер на острове близ Зейлы. Но его сыновья Мансур и Джемаль ад-Дин II не прекращали борьбы, теперь уже партизанской; опираясь на помощь Зейлы, Адена и Йемена, они делали набеги далеко вглубь страны, жгли сёла и церкви. В 1424 г. Мансур попал в плен к Йисхаку, но Джемаль ад-Дин II в смелых вылазках доходил до реки Аббай. Наконец Йисхак погиб в битве, и о следующих четырёх императорах ничего не известно. Йисхак успел завоевать не только мусульманские, но и многие языческие царства и княжества на юге Эфиопского нагорья, которые обязал платить дань. Постоянным очагом восстаний было княжество фалаша в районе озера Тана. Восстания сопровождались переходом христиан в иудаизм, а подавление восстаний — массовым крещением иудаистов. Сходным образом в бывших мусульманских княжествах часть населения колебалась между исламом и христианством. Однако преобладающей тенденцией был рост влияния христианства в пограничных областях империи.
Между 1429—1434 гг. правили четыре императора, о которых неизвестно почти ничего: Ындрыяс (Андрей, 1429—1430), Тэкле-Марьям (1430—1433), Сыруы-Ийесус (1433) и Амдэ-Ийесус (1433—1434); последний умер от чумы, временно приостановившей войны с мусульманами. В 1434 г. императором стал сын Давида I — Зэра-Яыкоб, который провёл детство в почётном заключении на горе Амба-Гышен. Это был дальновидный политик, способный дипломат, умевший поддерживать целостность империи без непрерывных войн; он активно расширял связи со внешним миром, имел глубокие познания в истории, обычаях и традициях населяющих государство народов. Его главной целью была централизация государства. Он сместил вассальных князей и заменил их в качестве императорских наместников своими дочерьми и сыновьями, а позднее устранил принцесс и принцев и стал управлять провинциями через специально назначенных чиновников. Опорой Зэра-Яыкоба стали отряды «шоа», подчинявшиеся только императору; они получали во владения завоёванные земли и освобождались от налогов. Зэра-Яыкоб, стремясь к религиозной унификации, начал гонения на мусульман, фалаша и других инаковерующих в пограничных южных провинциях. Он предпринял также гонения на еретиков (стефанитов, проповедовавших нестяжательство и отделение монашества от государства) и синкретистов, тайно поклонявшихся богам Дэсаку и Дино. Пытаясь примирить враждующие направления эфиопской церкви, он провёл ряд реформ церковных обрядов и религиозных обычаев, потребовал единства в толковании догматов. На окраинах и в старых областях империи он строил монастыри, жертвуя им земли, предметы культа и другое имущество. Возможно, под влиянием католицизма Зэра-Яыкоб пропагандировал культ Богородицы Марии. В её честь он основал ряд монастырей, строил роскошные храмы.
В 1445 г. вассальные правители Хадья, Доуаро и Бали подняли восстание и, соединившись с армией адальского султана Ахмеда Бэдлая, начали войну против империи. В битве при Ыгуббе мусульманское войско было разгромлено, Ахмед Бэдлай убит. Эта победа (которую было приказано праздновать ежемесячно) положила конец существованию Йифата как самостоятельного княжества и на несколько десятилетий обеспечила господство эфиопского императора в пограничных областях, населённых в большинстве мусульманами. На севере Зэра-Яыкоб утвердил свою власть над Эритреей; в 1449 г. близ Массауа был основан порт Гэрар. Император учредил должность особого наместника «бахыр нэгаш» («царь моря») и подчинил ему также всех феодалов провинции Тигре. В 1464 г. были покорены Массауа и султанат Дахлак. Зэра-Яыкоб поддерживал связи с Египтом и другими арабскими странами, в то же время он направил посольство к папе римскому и королю Арагона и просил их прислать в Эфиопию мастеров. Эфиопская делегация присутствовала и на Флорентийском соборе (1439—1445).
При Зэра-Яыкобе Эфиопская империя достигла невиданной степени централизации, и тем не менее всеобщая унификация была лишь поверхностной. При этом реформы императора сопровождались усилением феодального гнёта, разорением областей, бесчинством военных поселенцев и чиновников, репрессиями против инакомыслящих, уничтожением наиболее энергичной и смелой части населения. Новая резиденция в Дэбрэ-Бырхане, где император жил безвыездно с 1454 г. до самой смерти, стала политическим, но не культурным и не экономическим центром. Сложный церемониал, целью которого было в конечном счёте обожествление власти и персоны императора, оставался чужд и феодалам, и крестьянству.
Сразу после смерти Зэра-Яыкоба его сын и наследник Бэыдэ-Марьям (1468—1478) объявил широкую амнистию, восстановил традиционные должности, признал местные обычаи, которые Зэра-Яыкоб старался искоренить. Бэыдэ-Марьям продолжал лишь два дела отца — борьбу с местными религиозными культами и северную политику. Ему удалось смягчить внутреннюю политическую напряжённость, он присоединил и крестил области Атронсэ-Марьям, Доба, Цэлемт. Отношения с Адалем также наладились: царь Адаля Мухаммед I ибн Ахмед добровольно признал себя данником императора. Но в конце правления Бэыдэ-Марьяма Адаль возобновил набеги, а христианское войско, посланное для вторжения в эту страну, было здесь уничтожено.
Бэыдэ-Марьям был отравлен в сентябре 1478 г., и началась борьба за регентство при малолетнем императоре Ыскындыре (Александр, 1478—1494). К власти вернулась первая жена Быэдэ-Марьяма — Романэ-Уорк, которую ранее оттеснила красивая и образованная императрица Ылени (Елена). Романэ-Уорк ведала армией, акабэ сэат Тэсфа-Гийоргис — церковными делами, гыра битуоддэд Амду — государственными делами. Видимо, подросший Ыскындыр попытался отделаться от опеки, и его «подставили» в походе против мятежных племён (1494 г.) Разгорелась борьба за трон: часть феодалов поддерживала сына Бэыдэ-Марьяма — Наода, другая часть во главе с императрицей Ылени — брата Ыскындыра, Ынко-Ысраэля, а битуоддэд Амду — малолетнего сына Ыскындыра, Амдэ-Цыйона II. Амду победил, но через семь месяцев, в октябре 1494 г., Амдэ-Цыйон внезапно умер, феодалы и духовенство возвели Наода, Амду был казнён (связан и растоптан стадом скота). При Наоде (1494—1508) феодалы уже были в значительной степени независимы от императора, мятежные наместники нередко переходили в ислам и подчинялись Адалю, где центральная власть была значительно слабее. Тем не менее Наод, просвещённый поэт, правил без жестоких репрессий, страна при нём процветала; большим влиянием при дворе пользовались императрица Ылени и нэгаш Годжама — полководец Уосэн-Сэгэд, «отец бедных» (Йедыха-Аббат). Адаль продолжал набеги, но они были не более опасны, чем мятежи на местах; Наод сумел победить войска Адаля и присоединить спорную область Бали.
В 1508 г. императорский трон унаследовал 11-летний Либнэ-Дынгыль, он же Давид II (1508—1540). При нём стали править Ылени и Уосэн-Сэгэд вместе с матерью Либнэ-Дынгыля, Наод-Могэсой. Между тем в Адале происходили сложные социальные процессы, вызванные комплексом разнообразных явлений. В связи с изменениями климата участились засухи, разорявшие скотоводов и земледельцев и вызвавшие переселения на север сомалийских и оромских племён. В то же время торговля Зейлы и других городов страдала от первых ударов португальских конкистадоров, топивших мусульманские суда, бомбардировавших порты. Разорялись связанные с торговлей моряки, горожане, кочевники (верблюдоводы и те, кто выращивал мулов). Войска Наода и Либнэ-Дынгыля, вторгаясь в Адаль, довершали разорение. В Адаль проникли суфии — члены исламского духовного ордена Кадирийя, проповедовавшие джихад против христиан. Движение джихада охватило различные социальные группы, обездоленные и желавшие улучшить своё положение за счёт христиан Эфиопии.
На рубеже XV—XVI вв. власть в Адале при марионеточных султанах захватили военные предводители — эмиры; так, при султане Мухаммеде II (1488—1518) правил эмир Махфуз. В 1516 г. турки заняли Зейлу и оказали Махфузу помощь огнестрельным оружием; юному императору пришлось выступить против мусульман. В сражении на границе Фэтэгара и Йифата эмир Махфуз был разгромлен и убит (1516 г.) — судьбу боя решил поединок Махфуза с аббой Гэбрэ-Ындрыясом, могучим немым монахом. Вернувшись из похода, Либнэ-Дынгыль веселился и пировал с наложницами, устраивал конные состязания; лишь старая императрица Ылени понимала опасность, исходящую со стороны несломленных мусульман. В 1509 или 1510 гг. в Португалию отправилось эфиопское посольство во главе с армянином Матеуосом; в 1513 г. он достиг Лиссабона, привёз дары от короля Мануэла I. Ылени предлагала послать на Красное море христианский флот, заключить династический брак; однако ответное посольство от Мануэла (1520 г.) разочаровало императора, который не считал этот союз важным, а от португальцев ожидал большего; он лишь согласился отдать им несколько не принадлежащих ему красноморских портов. Ылени умерла в 1521 г., а новое посольство, отправленное в Португалию, назад не вернулось, и контакты оборвались.
В Адале после нескольких переворотов султаном стал Абу Бекр I, сын Мухаммеда II, который перенёс столицу в Харэр. При нём власть захватил эмир Ахмед Грань (Левша), который принял титул имама и женился на дочери Махфуза, Дыль-Уонбэре, необыкновенной красавице, ненавидящей христиан за смерть отца. В 1525 г. он впервые победил войско эфиопов, вторгшихся через Доуаро. В 1526 или 1527 гг. Ахмед Грань снова разбил эфиопское войско в 6-дневном сражении, опустошил Йифат, одновременно призывая местные племена под знамёна джихада. В 1529 г. император лично выступил против имама; в битве у Шынбыра-Куре он потерпел тяжёлое поражение, здесь полегла лучшая часть эфиопского войска, потери христиан составили 15 тыс. чел. Имам купил семь пушек, реорганизовал войско, к нему уже стекались добровольцы из Южной Аравии. В сражении при Анцокии (1531 г.) артиллерия принесла мусульманам победу; вследствие измены феодалов имам прорвался через проходы Дамота, в июле 1531 г. сжёг Дэбрэ-Либанос, духовную столицу империи, в битве у горы Бусат был разгромлен и погиб лучший полководец Эфиопии, престарелый Уосэн-Сэгэд. В ноябре 1531 г. имам вынужден был отступить от горы Амба-Гышен, где яростно отбивалась стража, зато в бою на лодках на озере Хайк имам победил монахов; ценой выдачи всего имущества он оставил им жизнь и монастырь. До 1533 г. мусульманами были завоёваны Доуаро, Бали, Хадья, Гэнз, Уодж, Уорэба, Фэтэгар, Йифат. В 1533 г. Ахмед Левша прошёл через Тигре, Ласту, занял Лалибэлу и Аксум; Либнэ-Дынгыль пытался сопротивляться, но снова и снова терпел поражения в битвах с имамом. В 1534 г. в ночной битве в ущелье, при Ынфыраз, император снова потерпел поражение и отступил на север. В 1536—1537 гг. имам Ахмед опустошил северные области, победил правителей Цэлемта, Уогэра и Дэмбии, завоевал Бэгемдыр; в 1538 г. он предложил Либнэ-Дынгылю мир на условиях брачного союза — император отказал, войска имама возобновили преследование. Осенью 1539 г. Либнэ-Дынгыль победил в одном из сражений, зато в январе 1540 г. имам взял Амба-Гышен. Почти вся территория Эфиопской империи была оккупирована и присоединена к Адалю.
В сентябре 1540 г. Либнэ-Дынгыль умер на окраине своей бывшей державы, и его юный сын Гэлаудеуос, или Клавдий (1540—1559) сразу же получил поддержку феодалов Тигре — отсюда родом была его мать Сэбле-Уонгель. Судьба войны изменилась как по волшебству. 7 декабря 1540 г. в битве с армией Гэлаудеуоса был разбит и убит визирь имама Ахмеда, после чего император выступил в поход на юг. Одновременно возродился старый союз Эфиопии с Португалией. В июле 1541 г. в порту Аркико высадился отряд мушкетёров (400 чел.) во главе с Кристованом да Гамой, 5-м сыном Васко да Гамы. Вскоре была разбита северная армия мусульман, на юге Гэлаудеуос достиг Шоа и оттуда начал наступление вглубь мусульманских земель. Ахмед Левша получил отряд из Йемена с десятью пушками и в августе 1542 г. разгромил португало-эфиопскую армию, Кристован да Гама был взят в плен и казнён. Но подошедший Гэлаудеуос соединился с остатками разбитой армии, в ноябре 1542 г. победил мусульман и начал войну в Дэмбии. 22 февраля 1543 г. у горы Зэнтэра имам Ахмед погиб в битве, его армия тут же разбежалась, целые области переходили под власть императора, только на юго-востоке мусульмане удерживали свои завоевания. Голод, охвативший страну, способствовал затуханию джихада; в 1545—1548 гг. император отвоевал Доуаро, в 1548 г. напавшие мусульмане были разбиты, Фануэль одержал победу уже на территории Адаля.
Во второй половине правления Гэлаудеуоса началось восстановление хозяйственной жизни, городов и монастырей. Но турки в 1557 г. заняли порт Массауа, союз с португальцами не давал больше результатов. В 1559 г. Гэлаудеуос вторгся в Адаль и пять месяцев разорял страну. Харэрский султан не смирился: армию возглавил племянник Ахмеда Граня — Нур ибн Муджахид, он снова провозгласил джихад и 23 марта 1559 г. в сражении с ним Гэлаудеуос погиб вместе со всеми сановниками. Но в Харэре три года царили голод и засуха — мусульмане считали, что это голова императора Гэлаудеуоса, выставленная на столбе у городских ворот, навлекла на страну страшное бедствие. Религиозная война нанесла непоправимый ущерб и Эфиопии, и Адалю: взаимное истребление, разрушение экономики и памятников культуры, сожжение книг, угон и продажа в рабство десятков тысяч людей, взаимная ненависть, сменившая прежнюю толерантность, отбросили оба государства на много веков назад. Цивилизация Адаля в ближайшее столетие исчезла: его города захирели либо опустели, государство распалось, с юга надвинулись кочевые и полукочевые племена оромо (галла) — язычников, не знавших государственной власти. Они заселили значительную часть Эфиопской империи, вклинились между Адалем и Эфиопией, заняв большую часть бывших спорных земель. Провинция Шоа, бывшая центром государства, теперь оказалась на южной окраине. Борьба с племенами оромо теперь поглощала внимание как мусульман, так и христиан.
Брат Гэлаудеуоса, император Минас (1559—1563) провёл своё царствование в подавлении оппозиции вельмож и духовенства, восстаний фалаша и доба, а также мятежа наместника Тигре — бахыр нэгаша Йисхака, который выдвинул последовательно двух претендентов на императорский престол (Тэзкаро-Каля и Фасиледэса), заключил соглашения с иезуитами (которым обещал принять унию с католической церковью), турками (которым передал часть побережья нынешней Эритреи) и Харэром. В 1563 г. Минас умер на юге во время похода на племя галла. Племянник Либнэ-Дынгыля — Хамэльмаль — получил поддержку части феодалов, но императрицы и гвардия провозгласили 13-летнего Сэрцэ-Дынгыля, сына Минаса, который занял трон после вооружённого столкновения; Хамэльмаль получил Годжам и вскоре умер. Шоанский претендент Фасиледэс сразу подчинился юному, слабому, но необыкновенно развитому умственно императору.
Сэрцэ-Дынгыль (1564—1597) проявил себя одним из величайших царей-воителей Эфиопии. Его правление прошло в непрерывных военных походах и полюдьях. В 1577 г. при реке Уаби он разгромил харэрского султана Мухаммеда IV, поддерживавшего Йисхака, после этого отряды галла разорили Харэр, и столица имамата была перенесена в оазис Ауса, в низовья реки Аваш, а сам имамат пришёл в упадок. В 1578 г. Сэрцэ-Дынгыль нанёс решающее поражение Йисхаку и его союзникам туркам — в Ынтичоу, затем у Адди-Корро; Йисхак и турецкий паша погибли, император вступил в резиденцию Йисхака — Дыбаруа. Сэрцэ-Дынгыль присоединил Хамасен и чуть не отнял у турок Аркико; в 1589 г. турки вынуждены были заключить мир, а император ликвидировал звание бахыр нэгаша. На юго-западе Сэрцэ-Дынгыль присоединил к империи народы гураге, хадья, камбатта, кулло, боша, каффа и др., среди которых насаждал христианство и расселял амхарское воинство и духовенство. Но оромо продолжали наступать, турки сохранили за собой порты Массауа и Аркико в Эритрее, а португальские иезуиты продолжали свои интриги среди североэфиопской знати.
В 1597—1607 гг. разгорелась борьба за престолонаследие: на трон претендовали Зэ-Дынгыль — внук Минаса, Сусныйос — сын Фасиледэса шоанского, и Яыкоб, незаконнорождённый сын Сэрцэ-Дынгыля. Все три претендента хотели открыть Эфиопию для иезуитских миссий, в то время как консервативно настроенные вельможи стремились изолировать от них страну. Не оставляя надежды добиться централизации, императоры видели идеал в европейской абсолютной монархии. Если в XV в. Зэра-Яыкоб, решая аналогичную задачу, апеллировал к аксумской традиции, то эфиопские реформаторы XVII в. готовы были переориентироваться на западноевропейскую традицию, неразрывно связанную в их представлении с католицизмом. Таким путём они пытались решить и ещё одну задачу, невыполнимую для их предшественников-монофизитов: получить передовую для того времени европейскую технологию, европейских оружейников и других мастеров. Император Яыкоб (1597—1603, 1604—1607) разрешил иезуитам открыть школы, в том числе при дворе. Он был свергнут и сослан вельможами, однако новый император Зэ-Дынгыль (1603—1604) уже прямо предложил испанскому королю Филиппу III союз против турок на условиях подчинения эфиопской церкви Риму. Он ещё более жестоко боролся с еретиками, в 1603 г. подавил мятеж амхарских крестьян высокогорья, среди которых распространилось учение Зэ-Крыстоса, объявившего себя Христом. Зэ-Крыстос был казнён в присутствии Зэ-Дыпгыля, новые восстания его последователей также подавлены. Но военные и налоговые реформы императора затронули привилегии наместников: в 1604 г. он был разгромлен мятежными феодалами в Дэмбии и убит, его тело повесили на дереве. Вернувшийся на трон Яыкоб в 1607 г. погиб вместе с абунэ (главой церкви) в сражении с Сусныйосом.
Сусныйос (Сисиний, 1607—1632) усмирил феодальные мятежи и крестьянские восстания, разгромил агау и фалаша и сумел ослабить влияние князей церкви и монашества толка кыбат. У некоторых монастырей этого толка были конфискованы земли, переданные для поселения племенам оромо, из которых Сусныйос вербовал воинов. В XVII в. Эфиопии больше не угрожала опасность поглощения каким-либо мусульманским государством. Место прежних отношений с Адалем отчасти заняли отношения с суданским государством Сеннар. Теперь через Сеннар в Эфиопию доставлялись товары из Египта, прибывали путешественники, послы. В 1607 г. в Эфиопию прибыл свергнутый с престола Сеннара султан Абд аль-Кадир II и признал себя вассалом эфиопского императора. Это привело к затяжному конфликту, ряду взаимных набегов и вторжений.
В 1621—1622 гг. император Сусныйос и ряд его приближённых тайно перешли в католичество. Узнав об этом, митрополит Сымон отлучил его от церкви и призвал народ к восстанию. В завязавшейся гражданской войне с помощью европейцев и оромо Сусныйос одержал победу, Сымон погиб на поле боя. В 1628 г. император провозгласил церковную унию; вновь началась гражданская война между католиками и монофизитами, охватившая почти всю страну. Лишь в 1632 г. был достигнут компромисс: Сусныйос отрёкся от престола в пользу сына Василида (Фасиледэс, 1632—1667). В Гондэре (столица с 1636 г.) был проведён церковный собор, по итогам которого были восстановлены старые порядки и подчинение эфиопской церкви Александрии, а не Риму. Иезуиты были отправлены в ссылку в Тигре. При Фасиледэсе даже возник план антиевропейской коалиции из Эфиопии, Адаля, Сеннара, государств Южной Аравии, Османской империи и Великих Моголов. Осуществить его взялись армяне и выходцы из Средней Азии, пользовавшиеся доверием императора. Проводя политику «закрытия» Эфиопии для европейцев, Фасиледэс отнюдь не стремился изолировать страну от внешнего мира: хотя католические миссионеры покинули Эфиопию, мусульмане и фалаша продолжали свободно исповедовать свои религии.

## Религиозные войны. Феодальная раздроблённость
К началу нового времени среди эфиопского духовенства сложилось два основных лагеря: шоанский — тоуахдо (умеренное монофизитство, близкое к православию) и годжам-тигрейский — кыбат (строгое монофизитство) с центром в Дэбрэ-Уорк. После расправы с католиками при Фасиледэсе борьба между ними стала центральным содержанием внутренней политики; она велась на периодически созывавшихся церковных соборах и при дворе и время от времени приводила к восстаниям и свержению императора, поддерживавшего тот или иной толк.
В XVII в., уже начиная с Яыкоба, эфиопские императоры жили главным образом в Дэмбии, а Фасиледэс построил себе прекрасную резиденцию в Гондэре. Таким образом, центр тяжести сместился на север из Шоа, которое мало-помалу превращалось в анклав эфиосемитского (амхара и аргобба) христианского населения в окружении племён оромо. Здесь ещё во время войны с Ахмедом Левшой обосновался сын Либнэ-Дынгыля — Яыкоб; от его сына Сыгыуо-Каля вели происхождение удельные князья Шоа вплоть до XX в.; представителем этой линии был Менелик II.
Сын Фасиледэса — Иоанн, или Йоханныс I (1667—1682) издал в 1668 г. указ, запрещавший мусульманам владеть землёй и жить в одних селениях и кварталах городов с христианами. Но этот указ соблюдался не везде, и через десять лет потребовалось его подтвердить. Такие же стеснения были установлены и для фалаша. На соборе 1681 г. была объявлена анафема последователям кыбат, позднее она повторялась несколько раз. Первые четыре гондэрских императора — Фасиледэс, Йоханныс I, Иясу I и Тэкле-Хайманот I были приверженцами тоуахдо.

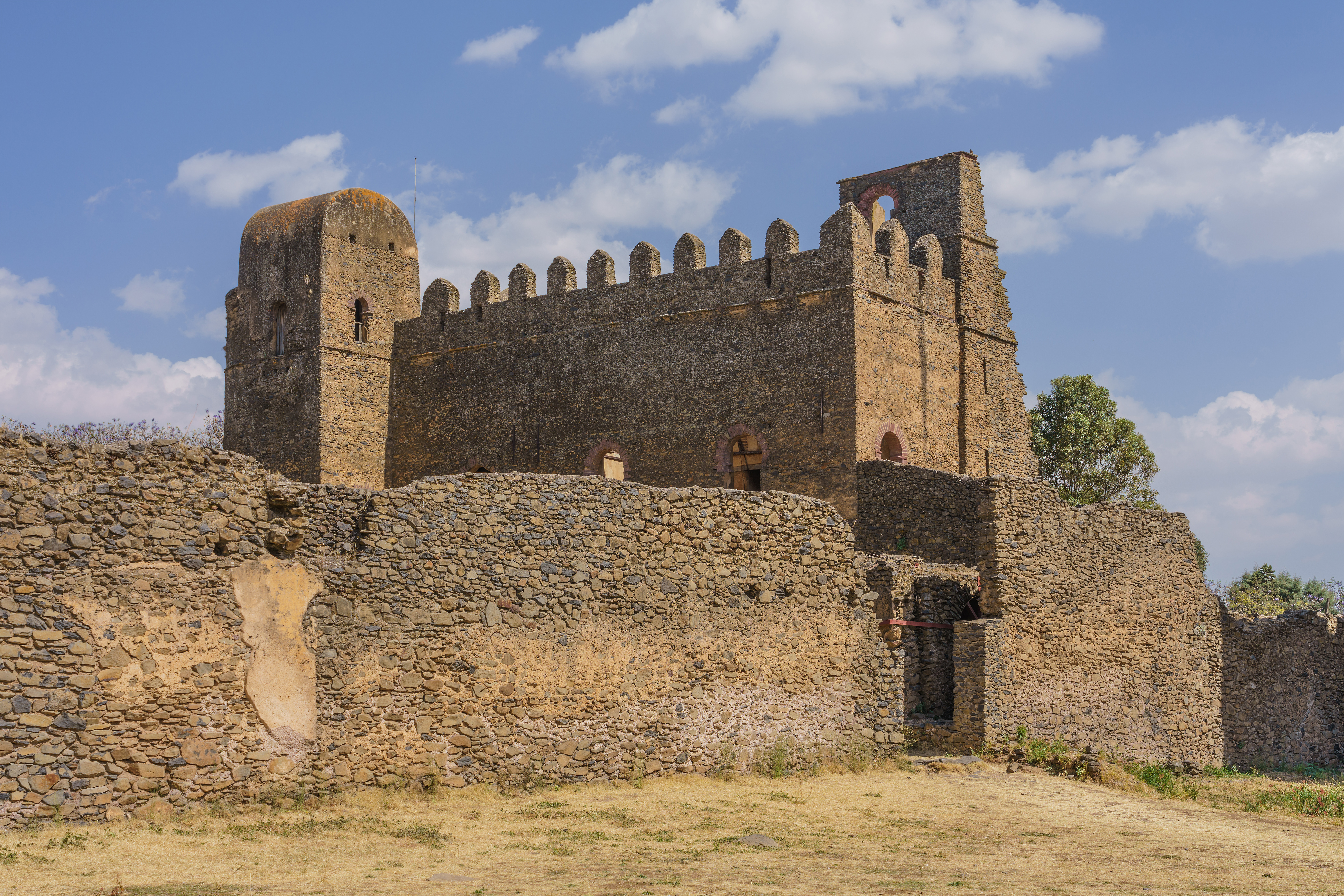
Дворец Иясу I в крепости Фасил-Гебби в Гондэре

Сын Йоханныса I — Иясу I Великий (точнее, Старший), правивший в 1682—1706 гг., был последним из эфиопских императоров, пытавшихся централизовать и реформировать управление. Сместив наместников основных областей и высших церковных сановников и назначив на их место новых, он затем реорганизовал постоянно действующий совещательный орган — мыкыр-бет, или совет вельмож. Новый порядок выступлений на этом совете (по традиции все вельможи должны были выступать «по местам», от наименее важного к самым главным, император брал слово последним) уменьшил значение князей церкви в пользу правителя Тигре (Тигре-мэконнын) и наместника Сымена. Иясу I попытался упорядочить сбор торговых пошлин, преследуя интересы казны и купцов. Организацию торгового дела он поручил двум «начальникам купцов» (нэггадерас): армянину и египтянину. Было заключено торговое соглашение также с турецким наибом, правившим в Массауа и Аркико (турецкая колония Хабэш). Для укрепления своей власти Иясу I предпринял походы в Сымен и Тигре, вновь подчинил эритрейские области (Кэрэн, Хабаб и др.); он также совершил два похода в Шоа. Женившись на дочери правителя Хамасена, он ещё больше привязал тыграйских феодалов к своему режиму. Главной проблемой оставались набеги галла; Иясу много раз отражал их, в 1699 г. в бою с императором погиб вождь галла — Диламо. Иясу I всё же достаточно твёрдо господствовал над своей империей, постепенно возвратил былое благосостояние, и в 1-й половине XVIII в. Эфиопия ещё раз пережила расцвет.
Иясу I отрёкся, узнав о мятеже сына, Тэкле-Хайманота I (1706—1708) и удалился на один из островов на озере Тана; узнав, что Тэкле-Хайманот принял кыбат, Иясу предал его анафеме, но был убит по приказу сына (1706 г.) Собор 1707 г. вновь отверг кыбат; Тэкле-Хайманот разбил противников при Йибаба на южном берегу озера Тана, но в 1708 г. при таинственных обстоятельствах погиб во время охоты на буйволов. Его преемником стал брат Иясу I — Теуофлос (Теофил) (1708—1711), которого возвёл бэджыронд (казначей-ключник) Йостос, получивший в награду звание раса. Теуофлос объявил кыбат официальным вероисповеданием. В 1711 г. Йостос (Юст), не принадлежавший к соломонидам, сам захватил престол; он проводил время в удовольствиях, пока в 1715 г. не был удушен или отравлен сыном Иясу I — Давидом III (1715—1721). И Йостос, и Давид поддерживали кыбат, а Давид в 1720 г. учинил кровавую расправу над монахами — сторонниками тоуахдо. В ответ правитель Шоа — Абийе — отказался платить дань и повиноваться императору. С этого времени Шоа становится фактически независимым княжеством.
Энергичный император Бэкаффа (1721—1730), брат Давида III, был последним самостоятельным из гондэрских императоров, но период его правления был заполнен заговорами вельмож, покушениями на жизнь монарха, мятежами, попытками посадить на престол претендентов, частой сменой придворных сановников и военачальников. При нём, однако, ещё сохранялось экономическое процветание, Бэкаффа выписывал из Европы ремесленников, его жена Мынтыуаб сочетала красоту с дипломатическим талантом и любовью к литературе и искусству. Она же фактически правила при сыне Бэкаффы — Иясу II (1730—1755), раздав высшие посты в государстве своим родным и двоюродным братьям из народа куара. Вожди куара и оромо всё больше влияли на политику гондэрского двора. При Иясу II был расцвет духовной жизни, официальным указом были созданы условия для того, чтобы каждый желающий учиться мог быстро продвинуться по служебной лестнице.
Семейные конфликты привели в 1755 г. к отравлению Иясу II (сестрой его двоюродного брата, утопленного императором за связь с Мынтыуаб). В 1756—1771 гг. сильнейшим человеком в Эфиопии был наместник Тигре, рас Микаэль Сыуль, опытный политик и прекрасный военачальник; он фактически отнял власть у императора Ийоаса (1755—1769) и боролся с соперничающими феодалами из племён куара и оромо. Когда в 1769 г. поднял мятеж губернатор Дамота, Фасиль, император Йиоас не пошёл на него вместе с расом Микаэлем; тот разгромил мятежника, но во время боя люди императора пытались убить Микаэля. Последний созвал совет всех сановников, на котором рассказал о происшедшем; императора приговорили к удушению муслиновой шалью. Микаэль отправил в монастырь императрицу Мынтыуаб, надеявшуюся сохранить долю власти, возвёл брата Бэкаффы — Йоханныса II; это был 70-летний старец, который всю жизнь провёл в диспутах в Уохни-Амба (горная крепость, подобная Амба-Гышен, где теперь содержались члены императорской семьи вместо прежней резиденции). Йоханныс II был возведён против своей воли и даже публично демонстрировал своё нежелание править. В декабре 1769 г. он был отравлен, а возведён его 15-летний сын Тэкле-Хайманот II. 1769 год традиционно считается датой окончательного распада Эфиопии на удельные княжества.
Тэкле-Хайманот II горячо поддерживал объединительные планы раса Микаэля, но тот стал жестоким, видя, что его усилия по укреплению центральной власти не приносят плодов; это оттолкнуло многих. В 1770 г. рас Гошу из Амхара и дэджазмач (командир передового полка) Уонд из Ласты выдвинули внука Иясу II — Сусныйоса; но их разгромила 40-тыс. армия Тэкле-Хайманота и раса Микаэля, они заняли Гондэр и потопили восстание в крови. В 1771 г. поднялся новый мятеж в Бэгемдыре, инсургенты осадили Гондэр и к югу от столицы, около Сыбэркуаза, меньшая по численности армия Микаэля отступила; он сдался в плен и, видимо, был убит, а править от имени императора стали Уонд и Гошу. Через несколько лет Тэкле-Хайманот попытался захватить власть, Гошу был арестован, но Уонд с войском освободил его, Тэкле-Хайманот был сослан в Уальдыбба, где умер через несколько месяцев (1777 г.) После недолгого правления марионеточного императора Сэломона II (1777—1779), сына Давида III, престол занял брат Тэкле-Хайманота II — Тэкле-Гийоргис I (1779—1784), он безуспешно пытался приостановить рост феодальной раздроблённости, опираясь на расов Дамота и Тигре; его называют «последним императором». Однако все феодалы правили уже независимо, забирали себе собранные налоги, казна императора была пуста, в 1784 г. он вынужден был отречься от престола.
В этот период в Эфиопии выделяются четыре крупных региона, в каждом из которых утверждается местная династия. Первой стала область Шоа, где в отличие от столицы представители Соломоновой династии сохранили реальную власть; здесь правил Асфа-Уосэн (1775—1808). Вторым центром силы стала провинция Тигре вместе с Сыменом; здесь распространилась особая разновидность толка кыбат, ставшая идеологическим знаменем тыграйского сепаратизма, вообще же борьба кыбат и тоуахдо потеряла остроту после распада империи. Третьим центром стала провинция Годжам, где местные амхарские феодалы (в конце XVIII в. рас Хайлю и его сын рас Мэрыд, в первой половине XIX в. дэджачи Зоуде, его сын Гошу и внук Бырру) претендовали на независимость. Наконец, в самой столице в 1784 г. власть захватил рас Али Великий (Большой), сын крещёного вождя йеджу-оромо Гуангуля и дочери правителя области Ласта; он выводил свою родословную от арабского шейха Умара. В течение почти 70 лет представители рода Серу-Гуангуль правили Гондэром и значительной частью Эфиопии, опираясь на отряды оромо и агау. Власть императоров стала чисто номинальной, однако борьба за трон не прекратилась, а усилилась.
Против Иясу III (1784—1788) выступил рас Гэбрэ-Мэскэль, который выдвинул Бэыдэ-Марьяма, другие феодальные клики выставили своих претендентов, и в 1788 г. их оказалось четыре: Иясу III, Бэыдэ-Марьям, Тэкле-Хайманот и Тэкле-Гийоргис. В 1788 г. Али Великий умер; два года царствовал император Бэыдэ-Марьям (1788—1789), одновременно был провозглашён императором Хызкияс, а в 1789 г. — снова Тэкле-Гийоргис I (1789—1794). Преемник Али Великого, его брат Алигаз (1788—1793) воевал с коалицией феодалов, не желавших допустить господства йеджу-оромо. После него в Гондэре правили два дяди Али Великого — Асрат (1793—1795) и Уольдэ-Гэбрыэль (1795—1799), при них воцарился полный хаос и упадок. Императорский титул в эти годы носили Тэкле-Гийоргис I (1789-94, 1794-95, 1795-96, 1798-99, 1800), Хызкияс (1794), Быэдэ-Марьям II (1795), Сэломон III (1796—1797), Йиоас II (1797—1798), Сэломон IV (1799), Дэмэтриос (1799—1800 и 1800—1801). Наконец, на рубеже столетий рас Мэрыд из Годжама временно навёл порядок, укротил феодалов, наказывая без различия знатности, ликвидировал шайки дезертиров-грабителей; крестьяне очень уважали его, но феодалы ненавидели. Мэрыд погиб в одной из войн, и борьба возобновилась.
В Гондэре в 1799—1825 гг. правил рас Гугса, который возвёл императора Ыгуале-Цыйона (1801—1818), сына Хызкыяса. Его власть держалась на огромной по эфиопским масштабам армии (120 тыс. чел.) В 1805 г. он разгромил наголову раса Гэбре из Сымена, но остался ещё один сильный враг — старый правитель Тигре, рас Уольдэ-Сылласе. Лишь после его смерти (1816 г.) рас Гугса стал господином Эфиопии; он, как и его преемники, контролировал Бэгемдыр, Уолло, Дэланту, Агоу, Ласту и Йеджу, но не Тигре и не Шоа. Большой авторитет он завоевал своими попытками разрешить этнические и религиозные противоречия. Ставленниками Гугсы были также императоры Ийоас III (1818—1821) и Гигар (1821—1826, 1830).
Сын Гугсы, рас Йимам (1825—1827) правил от имени императора Быэдэ-Марьяма III (1826—1830). Брат Йимама — рас Марйе (1827—1831) после ряда походов подчинил Годжам и Сымен, но ему не повиновался дэджазмач Сэбагадис, владетель Агаме, мудрый правитель, добившийся хозяйственного процветания в своих владениях. В царствование императора Иясу IV (1830—1832), в январе 1831 г., рас Марйе и дэджазмач Уыбе из Сымена победили Сэбагадиса при Май-Ысламай, на р. Тэкэзе, но подошёл сын Сэбагадиса, дэджазмач Хагос, и в битве с ним Марйе погиб. Хагос тоже пал в сражении; выгоду из этих событий извлёк Уыбе, который забрал себе всю добычу, а вскоре захватил Тигре и управлял этой важной провинцией в 1831—1855 гг.
Преемник Марйе — рас Дори — правил в 1831 г. лишь три месяца, его сменил Али Малый, племянник Гугсы, самый выдающийся правитель из рода Серу-Гуангуль. Он правил Эфиопией в 1831—1855 гг., его резиденцией стал Дэбрэ-Табор, его марионетками были императоры Гэбрэ-Крыстос (1832—1838), Сахле-Дынгыль (1838—1842 и 1851—1855) и Йоханныс III, сын Тэкле-Гийоргиса I (1842—1851). Али Малому пришлось мириться с фактической независимостью сильных магнатов — Гошу в Годжаме, Бырру в Дамоте и Уыбе в Тигре; независимым был и Сахле-Сылласе в Шоа (1813—1847): он добился большого экономического подъёма, покровительствовал искусству, в 1840 г. объявил государственной религией тоуахдо. Племена оромо отделяли Шоа от остальных провинций, но сами по себе они были раздроблены и большой опасности не представляли. Поэтому во время феодальных войн Шоа находилось в стороне от театра военных действий и оставалось самой процветающей частью империи.
К 1840-м гг. усилился рас Уыбе из Тигре, который был союзником турок и получил от них много огнестрельного оружия. В 1841 г. он решил захватить трон, в январе 1842 г. занял Дэбрэ-Табор и в феврале близ этого города разбил Али Малого. Но отважный полководец Али Малого — Алигаз — собрал остаток воинов и неожиданным нападением разгромил пирующих в городе победителей. Уыбе попал в плен, и ему пришлось подчиниться Али Малому.
В Эфиопии XIX в. сохранились и домашнее рабство, и пережитки родо-племенного строя. Крестьяне, сидевшие на земле феодалов и церкви, за пользование землёй отбывали барщину, отдавали значительную часть урожая или поголовья скота (в скотоводческих районах). Наряду с этим существовали государственные налоги и различные повинности, в частности дырго (дурго), — обязанность крестьян кормить проезжающих знатных лиц, чиновников, проходящие войска, равно как и путешественников, снабжённых соответствующим предписанием. Феодальная собственность на землю сосуществовала в отдельных районах со значительными остатками общинной, подчас родовой собственности. Труд рабов использовался главным образом в домашнем хозяйстве феодалов; небольшая часть рабов была посажена на землю.
Феодальная раздроблённость Эфиопии в этот период была настолько велика, что сильнейшие княжества нередко называли «королевствами». Эфиопией уже начали интересоваться колониальные державы, прежде всего Англия и Франция; они заключали с правителями отдельных княжеств «договоры о дружбе», обещая им помощь в борьбе с соседями. Восстановление единства страны, создание сильного централизованного государства стало актуальной, но очень непростой задачей.

## Борьба за объединение. Теодрос II и Менелик II
Возрождение эфиопской державы стало целью жизни не императора и даже не одного из магнатов, а сына мелкого феодала из области Куара (к северо-западу от озера Тана). Дэджазмач Каса, в юности служивший простым солдатом — ашкером — в 1842 г. создал в Куара вооружённый отряд из разбойничьих шаек и недовольных бедняков; в 1846 г. он захватил Дэмбию. Посланная против него императорская армия была разгромлена, тогда же Каса нанёс поражение вторгшейся из Судана египетской армии. Но мать Али Малого — Мэнен, жена Йоханныса III, послала на него новую армию, которая была наголову разбита в 1847 г.: Каса взял Гондэр, пленил Йоханныса III и Мэнэн, женился на её внучке — Тоуабэч. В ноябре 1852 г. в сражении с Касой погиб дэджазмач Гошу, в апреле 1853 г. в Дэмбии Каса победил Али Малого, в мае сжёг Дэбрэ-Табор, 28 июня выиграл генеральное сражение у Айшале, после которого Али укрылся в Йеджу, где и умер в 1866 г. Каса объединил всю центральную Эфиопию, последним его соперником стал Уыбе, владетель Тигре, при дворе которого жил абунэ Сэлама III. 4 февраля 1855 г. в Дэрэсге (область Сымен) Каса разбил и взял в плен Уыбе (тот умер в плену в 1867 г.) Эта победа положила конец «эпохе князей» (1784—1855). 7 февраля 1855 г. Каса провозгласил себя императором под именем Теодроса II. В том же году он покорил Уолло, а в октябре 1855 г. вторгся в Шоа; её правитель Хайле-Мэлекот неожиданно умер, его армия была разгромлена, а 12-летний сын — Сахле-Марьям, будущий Менелик II, вскоре попал в плен и жил в почётном заключении в крепости Мэкдэле (Магдала).
Теодрос II (1853—1868) был деятельным реформатором, но преодолеть далеко зашедшую раздроблённость за время его царствования оказалось невозможно. Первоначально он был популярен, сумел создать регулярную армию, насчитывавшую почти 150 тыс. чел., организовал производство оружия, в том числе артиллерии, офицеры и солдаты впервые в истории Эфиопии получали жалованье из государственной казны. Он предпринял решительные меры против бандитизма — наследия многолетних междоусобиц, сократил число внутренних таможен, мешавших развитию торговли, отменил таможенные пошлины (сохранив лишь некоторые). Император попытался ограничить работорговлю (только христианами); нарушителям запрета отсекали правую руку и левую ногу. Судебная реформа заключалась в объявлении императора верховным судьёй, право смертной казни стало исключительно его прерогативой. Развернулось строительство дорог (император сам работал киркой), в Эфиопию по приглашению правительства неоднократно приезжали европейские техники и ремесленники. Была реорганизована налоговая система: уменьшены поборы с крестьян и объединены в руках центральной власти государственные доходы.
Против императора много раз поднимались феодальные мятежи, которые подавлялись всё более сурово. Между 1855—1857 гг. состоялось 17 покушений на императора, ответом были жестокие репрессии. Самым опасным был мятеж дэджазмача Ныгусэ, правителя Тигре, который в 1858 г. объявил себя императором и захватил всю северную Эфиопию; феодалы, не желавшие перемен, поддержали его с радостью. В 1860 г. с не меньшим трудом было покорено восставшее Шоа, затем мятежи возглавили вельможа Гарэд и Бырру-Хайлю, засевший на островах озера Тана, Теодрос II победил его, построив флот. В 1861 г. был побеждён и казнён Ныгусэ, французы не успели оказать ему помощь. В 1864 г. абунэ Сэлама III был заточён в темницу (где и умер) — за то, что предал императора анафеме; тогда же Теодрос приказал всем фалаша и мусульманам креститься, объявив, что иначе они будут рассматриваться как мятежники.
Ещё в 1854 г. Теодрос заключил с церковью конкордат, по которому официальным исповеданием стало распространившееся при Ийоасе крайнее монофизитство — кыбат-кара, уже в 1855 г. были проведены гонения на католиков. Вначале преследовались те религиозные течения, которые служили идеологическим выражением сепаратизма и поддерживали феодальную раздроблённость и анархию. Постепенно император увлёкся идеей идеологического единства, но его требования о насильственном крещении лишь увеличили вражду к центральной власти. Военные экспедиции против непокорных феодалов требовали дополнительных поборов с населения; последствия этих походов — вытоптанные поля, сожжённые деревни, обобранные крестьяне — мало-помалу свели на нет популярность императора в народе. К концу правления Теодроса его социальная база катастрофически сократилась.
Во внешней политике Теодрос II ясно видел выгоды и невыгоды для своей страны, подозрительно относился к любым попыткам европейцев навязать Эфиопии неравноправный договор. В ответ на просьбу допустить в свою страну миссионеров он заявил: «Я хорошо знаю тактику европейцев. Когда они хотят захватить государство Востока, они сначала посылают миссионеров, затем консулов, чтобы защитить миссионеров, затем батальоны, чтобы защитить консулов. Я не какой-нибудь индийский раджа, чтобы быть осмеянным подобным образом. Я предпочитаю иметь дело сразу с батальонами». Первоначально Теодрос был расположен дружелюбно к Великобритании, ещё в 1855 г. предлагал англичанам отвести воды Нила, чтобы нанести ущерб Египту, и освободить Иерусалим — этим он хотел заинтересовать Англию или другие державы к отвоеванию у турок красноморских портов, занятых египтянами в 1847 г. Но как видно по письмам императора, его видение мира соответствовало не XIX веку, а скорее эпохе крестовых походов: Крымская война была для него головоломкой, он не понимал, почему христианский мир делится на несколько церквей и как христиане могут воевать против христиан в союзе с мусульманами.
Между тем политика Лондона становилась всё более протурецкой; к тому же британское правительство, рассчитывавшее сделать Теодроса II проводником своих интересов, убедилось, что император намерен повести страну самостоятельным путём. Англичане стали подстрекать феодалов на борьбу с «тираном» Теодросом. В 1862 г. император отправил очередное письмо королеве Виктории; англичане не только не ответили, но отказали в покровительстве эфиопским паломникам в Иерусалим. В этой обстановке отписка на письмо, полученная в феврале 1864 г., так разгневала императора, что он арестовал всех европейцев, в том числе британского консула Камерона — англичане были оскорблены. Хотя они и признавали свою неправоту в этом конфликте, но считали необходимым защитить национальную честь.
С 1863—1864 гг. репрессии Теодроса стали особенно жестокими, он стал очень подозрительным, и его реформы уже никто не поддерживал. Бежавший из Мэкделе Сахле-Марьям захватил власть в Шоа, в Ласте готовил мятеж уаг шум Гобэзэ, а в Тигре — дэджазмач Бэзыбыз-Каса, потомок Микаэля Сыуля. К 1865 г. Теодрос II контролировал лишь Бэгемдыр, Уолло, Дэланту и ещё несколько районов. В 1866 г. Гобэзэ напал на владения императора и захватил Адуа. В августе 1867 г. в Англии было принято решение о войне против Теодроса; командующим был назначен Роберт Нэпир, воевавший раньше против тайпинов и сипаев. 60-тыс. британский экспедиционный корпус высадился в Эритрее, около Массауа, 21 октября 1867 г. — началась англо-эфиопская война 1867—1868. Нэпир с самого начала издал прокламацию, в которой заявил, что цель англичан — освободить заложников-европейцев, и что Великобритания не посягает ни на какую территорию или на чьи-то феодальные права. Этим он успокоил эфиопских феодалов, и британский корпус почти не встречал сопротивления.
Союз с крупнейшими феодалами — Гобэзэ (наследственный правитель Ласты, будущий император Тэкле-Гийоргис II) и Бэзыбыз-Касой (будущий император Йоханныс IV) обеспечил англичанам охрану коммуникаций, однако Нэпиру пришлось раздать эфиопским союзникам немало денег и оружия. Но Теодрос II уже фактически утратил контроль над империей, его армия сократилась с 80 тыс. (в начале 1866 г.) до 15 тыс. чел. к началу решающего сражения; под властью императора ещё оставались Дэбрэ-Табор, крепость Мэкдэле и район вокруг озера Тана. 10 апреля 1868 г. в битве при Ароге, между Мэкдэле и р. Бэшило, 2-тыс. английский отряд наголову разбил 4-7-тыс. передовую армию Теодроса; эфиопы потеряли половину армии, англичане — 2 убитых и 18 раненых. Император понял, что кампания безнадёжна; он решил уйти через Уолло, но ему загородила дорогу войсками княгиня Уоркит, сын которой был казнён после долгого заточения в Мэкдэле. Теодрос попытался договориться с противником, но британцы уже не пошли на мир; 13 апреля англичане после короткого штурма взяли Мэкдэле, потеряв всего 10 чел. ранеными; Теодрос II, не желая сдаваться в плен, застрелился. Англичане разграбили Мэкдэлу и 18 апреля пошли назад, забрав с собой в качестве трофеев 7-летнего сына императора Алемайеху, императорскую корону и собрание рукописей.
Несмотря на поражение Теодроса II, объединительные тенденции в Эфиопии возобладали, и его сильнейшие соперники сразу же начали борьбу за верховную власть над всей страной. Покидая Эфиопию, англичане оставили много оружия Бэзыбыз-Касе, а Гобэзэ отдали Мэкдэлу. Уже в 1868 г. Гобэзэ устранил правителя Дэмбии, подчинил Бэгемдыр, захватил Годжам и двинулся на север, против Бэзыбыз-Касы. Последний счёл за лучшее подчиниться, и Гобэзэ, объединивший под своей властью всю Эфиопию (кроме Шоа), провозгласил себя императором, приняв имя Тэкле-Гийоргис II. Это был мужественный и разумный монарх, никогда не допускавший бессмысленного кровопролития. Но его исконное владение — область Ласта — была небольшой и малозаселённой, её ресурсов не хватало для господства над Тигре и Шоа. В 1869 г. Тэкле-Гийоргис заключил союз с правителем Шоа: за номинальное признание власти императора Сахле-Марьям получил свободу действий в Шоа и в Уолло.
Всё своё правление Тэкле-Гийоргис II (1868—1871) провёл в походах против бунтовавших феодалов. В 1871 г. Бэзыбыз-Каса отложился, пока император подавлял восстание в Уолло; 11 июля при Адуа 12 тыс. воинов Бэзыбыз-Касы, вооружённые винтовками, разгромили 60-тыс. войско Тэкле-Гийоргиса, который был взят в плен и умер в тюрьме после пыток. 21 января 1872 г. Бэзыбыз-Каса короновался под именем Йоханныса IV (1872—1889). Первоначально его власть распространялась только на провинцию Тигре; вскоре он подчинил Годжам, но Шоа признало нового императора почти формально.
Йоханныс IV был религиозным фанатиком — монахом на практике, воином и императором по положению; он воздержался от вступления в брак, его речь напоминала священное писание; в отличие от Теодроса II он был врагом всех новшеств, при нём курящим табак даже обрезали губы. Он полагал, что объединение страны возможно на основе единства веры: собор 1878 г. определил тоуахдо как официальное исповедание, дал мусульманам три года, а язычникам — пять лет для перехода в христианство. При Йоханнысе в Эфиопии воцарилась кровавая инквизиция, а между тем над страной нависла реальная угроза стать колонией. В 1869 г. был открыт Суэцкий канал, и все территории, прилегающие к этой важнейшей морской коммуникации, приобрели стратегическое значение. К этому времени египтяне владели побережьем от Зейлы до мыса Гвардафуй, а из принадлежащего хедиву Судана всё чаще нападали на Эфиопию. Британцы поощряли конфликт между Египтом и Эфиопией: правительство Дизраэли считало, что Египту для войны понадобятся большие денежные средства, а следовательно, новые займы, которые помогут ускорить закабаление Египта. В то же время война должна была ослабить Эфиопию и сделать её правителей более уступчивыми.
В 1874 г. вторжением египтян командовал швейцарец Вернером Мунзигер, ближайший советник египетского хедива Исмаила; он захватил землю народа богос в северной Эфиопии. В 1875 г. египтяне развернули наступление из Массауа (ими командовал датчанин Арендруп), из Таджура (Мунзигер) и из Зейлы (Рауф-паша). Восточный корпус Рауф-паши занял Харэр, но главные силы были разбиты самим императором при Гундэт 16 ноября 1875 г., Йоханныс IV взял большие трофеи, в том числе 14 пушек. После этого успеха под знамёна императора собралось до 200 тыс. чел., он провозгласил крестовый поход против мусульман, и новое наступление египтян из Массауа закончилось новой победой эфиопов при Гуре (7 — 9 марта 1876 г.), было захвачено 12 тыс. современных ружей. Сахле-Марьям (Менелик II) каждый раз уклонялся от похода против египтян, однако ни разу не поддался на уговоры европейцев выступить против Йоханныса IV, хотя они открыто предлагали ему трон. В 1878 г. армия императора, в которой насчитывалось 46 тыс. ружей, вступила в Шоа; Менелик не рискнул сражаться и заключил с Йоханнысом мир и союз. По условиям договора за правителем Шоа был признан титул ныгусэ, второй после императора; тогда же этот титул был присвоен и правителю Годжама, Тэкле-Хайманоту. Оба они по-прежнему имели собственные армии и пользовались почти полной независимостью от главы государства.
Между тем вокруг Эфиопии с каждым годом усиливалась активность европейских колониальных держав. В 1862 г. французы приобрели у местного вождя колонию Обок (Джибути), в 1869 г. итальянской пароходной компанией был куплен порт Асэб, который в 1882 г. перешёл в руки итальянского правительства. После того, как итальянцы не сумели захватить Тунис, они решили создать цепочку колоний если не на Средиземном море, то хотя бы на Красном, но и туда Италии помогло проникнуть только англо-французское соперничество. В 1881 г. началось движение махдистов, которые вскоре овладели всем Суданом; это прямо ущемляло интересы Великобритании, которая в 1882 г. установила господство над Египтом. Англичане решили столкнуть Эфиопию с Суданом; Йоханныс IV пошёл на это, видя, что избежать войны с агрессивным соседом всё равно не удастся. Ещё в апреле 1884 г. махдисты осадили пограничный городок Галлабат-Мэтэма. 3 июня 1884 г. между Йоханнысом IV, британским контр-адмиралом Хьюиттом и представителем Египта был подписан договор, по которому Эфиопия получала право на свободный провоз через порт Массауа товаров, включая оружие и боеприпасы. По этому же договору Эфиопия получала обратно территорию, населённую богос, и брала на себя обязательство облегчить вывод войск хедива из отрезанных махдистами Кассалы, Амдыба и Сэнхета. В сентябре 1885 г. правитель Тигре — рас Алула — победил суданцев при Куфит. В ответ эмир Уад Арбаба перешёл границу, сжёг монастырь Махбэрэ-Сылласе, но в январе 1886 г. Тэкле-Хайманот годжамский взял оборонявшуюся махдистами Галлабат-Мэтэму и ушёл с добычей. Конфликт между махдистами и эфиопами ослаблял и тех и других, а императорское войско было всё ещё плохо вооружено, тактика по сути оставалась на уровне средневековья. Попытки обучать войска по европейскому образцу натолкнулись на сопротивление эфиопских солдат, которые говорили: «Лучше умереть сразу, чем столько трудиться».
В 1882 г. состоялся брак 7-летней дочери Сахле-Марьяма, Зоудиту, с сыном Йоханныса IV, 12-летнем расом Арае; в случае бездетного брака их детей Сахле-Марьям наследовал Йоханнысу IV, а пока что ему были разрешены завоевания на юг и на запад от Шоа. Ещё в 1881 г. им был завоёван султанат Джимма, области Гума и Гера, в 1882 г. — земля народа галла-гудру, тогда же полностью подчинено царство Кэфа. В 1882 г. соперник Сахле-Марьяма, Тэкле-Хайманот годжамский, напал на Шоа, но 7 мая 1882 г. был разбит и пленён при Ымбабо, к югу от р. Аббай. Император заставил Сахле-Марьяма выпустить его, зато на юге к Шоа присоединялись все новые земли. В 1886 г. Сахле-Марьям завоевал области Арси и Уоллега, в 1887 г. на востоке Харэр, а на западе — Иллубабор. Владения южного вассала постепенно сравнялись по размерам с территорией, которую контролировал сам император. Между тем война с махдистами всё более ужесточалась, а на севере появились новые завоеватели — итальянцы.
Англо-итальянский союз на Средиземном море привёл к тому, что Лондон санкционировал захват Италией ряда пунктов на побережье Красного моря. 3 февраля 1885 г. итальянские войска высадились в Массауа при содействии англичан и заняли его. В июне 1885 г. итальянцы оккупировали местечко Саати — уже в пределах Эфиопской империи. Когда же в ноябре 1886 г. итальянцы захватили Уаа во владениях раса Алулы, эфиопы начали войну с ними. 26 января 1887 г. эфиопы устроили итальянцам, шедшим на помощь осаждённому Саати, ловушку между двумя ущельями — эфиопы затаились в горах, а итальянцы не сочли нужным выслать разведку; в битве при Догали эфиопы перебили 450 итальянских солдат. Но похода эфиопов на Массауа не последовало — в 1887 г. махдистский халиф Абдаллах возобновил военные действия, а в ноябре того же года Сахле-Марьям заключил военный союз с Италией, в январе 1888 г. получил от итальянцев 1 тыс. новейших винтовок «ремингтон». В начале 1888 г. Йоханныс IV осадил Саати с 70-тыс. армией, но в это время суданцы вторглись в Годжам и Бэгемдыр: 17 января 1888 г. правитель Годжама, Тэкле-Хайманот, не раз побеждавший мусульман, был разбит на равнине Сар-Уыха. В результате суданцы взяли Гондэр и разграбили его, разрушили церкви, угнали в плен 8 тыс. чел., в том числе семью Тэкле-Хайманота, который стал обвинять императора в недостаточной помощи. Сахле-Марьям заключил с ним союз, и оба сильнейших вассала отказались выступать против махдистов.
Йоханныс направил письмо суданскому халифу, предлагая ему объединиться против европейцев, он даже был готов платить дань, но халиф потребовал принять ислам (март 1888 г.). Все эти неудачи заставили Йоханныса IV снять осаду Саати (апрель 1888 г.) и отступить сначала к Асмэре, а затем к Адуа. Англичане советовали ему найти общий язык с Италией, «мощным государством с дружескими и добрыми намерениями». Итальянские части, в которых вспыхнула эпидемия, тоже отступили; это позволило императору подготовиться к решительной схватке с махдистами. В начале 1889 г. Йоханныс страшно опустошил Годжам, затем двинулся на Шоа, однако новое вторжение суданцев спасло Эфиопию от гражданской войны: феодалы склонили императора повернуть к Мэтэме. В конце февраля Йоханныс с армией в 150 тыс. чел. выступил из Гондэра, а 9 марта 1889 г. атаковал Галлабат-Мэтэму. Когда эфиопы преодолели два пояса укреплений и пробились к центру города, Йоханныс был смертельно ранен. В результате исход боя был решён в пользу махдистов, которые затем настигли отступающих эфиопов, отбили тело императора, послали его голову в Омдурман, возили её с торжеством по всему Судану.
Сахле-Марьям после гибели Йоханныса IV быстро двинулся на север, в Уолло провозгласил себя императором под именем Менелика II, в апреле 1889 г. принял присягу феодалов в Йеджу, а в ноябре короновался — впервые не в Аксуме, а в столице Шоа — Энтото, или Аддис-Абебе. Менелик II (1889—1913) шёл к власти медленно: плен в крепости Мэкдэле был для него хорошей школой; это был способный, энергичный и осмотрительный, с широким кругозором, ловкий, но жёсткий политик. С приходом к власти он сделал тоуахдо официальным исповеданием, но всегда был веротерпим, прекратил разорительную войну с Суданом и на время даже счёл за лучшее заключить союзный договор с Италией, которая рассчитывала на него как на прежнего клиента. Его единственным серьёзным соперником остался сын Йоханныса IV — правитель Тигре, рас Мэнгэша, которого умирающий император провозгласил своим наследником. Но даже с ним Менелик не начал беспощадной войны; его целью было укрепить армию, усилить императорскую власть и утвердить за Эфиопией покорённые им обширные территории на юге и востоке.
2 мая 1889 г. между Италией и Эфиопией был подписан Уччальский договор о дружбе и торговле. Менелик признал за Италией некоторые области будущей Эритреи, в частности район Асмэры: многие из этих территорий уже находились в руках связанных с Италией вождей, а Менелика отделяли от них владения раса Мэнгэши. Амхарский и итальянский тексты 17-й статьи Уччальского договора оказались неидентичными. В амхарском говорилось: «Его Величество царь царей Эфиопии может прибегать к услугам правительства Его Величества итальянского короля во всех делах с прочими державами и правительствами»; в итальянском вместо слова «может» стояло «согласен», которое Италия понимала как «должен». Менелик мог знать, а мог и не знать о двусмысленном прочтении, однако начало его царствования было столь тяжёлым, что любой внешний удар мог разрушить все плоды его усилий. В 1889 г. эпизоотия вызвала массовый падёж скота, что привело к голоду, высокой смертности, имели место и случаи людоедства. Зато рас Мэнгэша в марте 1890 г. подчинился Менелику из-за угрозы со стороны Италии, лихорадочно расширявшей свои владения. В 1889 г. итальянцами были захвачены Кэрэн, Асмэра, Гура, Хамасен, Сэрае и Акэле-Гузай, а 1 января 1890 г. создана колония Эритрея; в январе того же года итальянцы заняли Адуа, а затем объявили, что Эфиопия признала итальянский протекторат.
Менелик II прекратил переговоры с Италией о границах и в августе 1890 г. обнародовал амхарский текст 17-й статьи Уччальского договора. В апреле 1891 г. он обратился к европейским державам с протестом. Франция и Россия отказались признать итальянский протекторат над Эфиопией. Франция ещё надеялась выиграть соперничество за Судан и соединить свои владения в Северной Африке через Эфиопию к своей колонии Обок (Джибути). В правящих кругах России в это время даже появилась идея создания русской колонии в Северо-Восточной Африке, несмотря на крах авантюры Николая Ашинова в феврале 1889 г. Таким образом, планы Италии по захвату Эфиопии поддерживала только Англия, и то лишь на словах. Однако Менелик ещё воздерживался от войны: он успешно продолжал завоевания на юге. В 1889 г. он покорил Конта, Кулло и все районы народа гураге. В 1890—1893 гг. Менелик завоевал Кэмбату, в 1891 г. — огромные территории на юго-востоке: Огаден, Бале, Сидамо. Могущество Эфиопии росло, столкновение было неизбежно.
В феврале 1893 г. Менелик II объявил о расторжении Уччальского договора со 2 мая 1894 г. Итальянские войска в 1893 г. заняли Агордат у махдистов, а в июле 1894 г. — Кассалу у эфиопов. В марте 1895 г. итальянцы захватили Адди-Грат; началась Первая итало-эфиопская война 1895—1896 гг. К октябрю 1895 г. итальянцы заняли все крупные города Тигре, но Менелик получил из Франции и России огромные партии оружия, императора поддержали все подвластные племена и феодалы, даже ранее враждовавшие с Менеликом. Попытки подкупа не давали результатов — эфиопы либо отказывались от денег и оружия, либо принимали их и отправляли Менелику; даже рас Мэнгэша, сын Йоханныса IV, твёрдо встал на сторону императора. Менелик собрал 112-тыс. армию с артиллерией, хорошо наладил снабжение продовольствием и одеждой. 7 декабря 1895 г. в битве при Амба-Алаге рас Мэконнын с 15 тыс. эфиопов уничтожил 2,5-тыс. итальянский отряд с 4 орудиями. Эфиопы осадили и 21 января 1896 г. взяли крепость Мэкэле; император предлагал мир на мягких условиях (восстановление границ, очерченных по Уччальскому договору, и заключение нового союзного договора); итальянцы отказались. Менелик отступил к Адуа, где 1 марта 1896 г. 17-тыс. итальянская армия генерала Баратьери была наголову разгромлена. Итальянцы потеряли 11 тыс. убитыми и ранеными и 3,6 тыс. пленными, всю артиллерию, множество современных винтовок. Эфиопы потеряли 6 тыс. убитыми и 10 тыс. ранеными.
26 октября 1896 г. Италия заключила в Аддис-Абебе мирный договор, по которому признала независимость Эфиопии и уплатила контрибуцию — формально как возмещение расходов за содержание итальянцев в плену; были точно определены границы между колонией Эритреей и Эфиопией. Впервые в новой истории (и единственный раз в эпоху колониальных завоеваний) африканская страна взяла контрибуцию с европейской державы. Менелик II мог бы тогда же сбросить итальянцев в море, но не захотел усиления раса Мэнгэши, который неизбежно стал бы хозяином Эритреи. В 1897 г. было заключено англо-эфиопское соглашение, по которому точно устанавливались границы между Эфиопией и британской колонией Сомалилендом. Менелику больше не приходилось опасаться посягательства на суверенитет Эфиопии, однако после победы над Италией он предпринял ещё несколько завоевательных походов, стремясь максимально расширить империю, пока «ничейные» области не захватили европейцы. В 1897 г. был побеждён и взят в плен последний правитель Кафы — Тшеннито, долго боровшийся за своё царство (он умер в Аддис-Абебе, где ему разрешили поселиться). Осенью 1897 г. были подготовлены ещё две армии: одна из них выступила из Кэфы в январе 1898 г. и дошла до низовьев р. Омо и озера Рудольф, покорив все местные племена; на западе дэджазмач Тэсэмма в июле 1898 г. достиг Белого Нила, и хотя отступил из-за эпидемии, весь Иллубабор был покорён.
В 1898 г. рас Мэнгэша поднял мятеж против Менелика, но многие сторонники разбежались от него ещё до подхода императорского войска. В феврале 1899 г. он сдался и был сослан в Анкобэр. В 1901 г. умер второй серьёзный соперник Менелика — Тэкле-Хайманот, правитель Годжама. Теперь император мог назначать правителей областей по своему усмотрению, хотя иногда оставлял на местах и прежних наследственных расов. Такие наместники могли быть в любой момент лишены своих владений или перемещены в другие области, что практиковалось довольно часто. Вместе с тем назначение местных правителей из центра не изменило сам порядок управления: новые правители по-прежнему наделялись почти неограниченной властью, располагали войсками, использовали для личного обогащения различные сборы. Хотя в 1906 г. Менелик издал указ, устанавливающий определённую сумму налоговых поступлений для каждой провинции, эффективного контроля на местах ещё не было. С 1890-х гг. резко возросло число европейцев, приезжавших в Эфиопию «на ловлю счастья и чинов»; своих кадров, обученных по европейским образцам, у Менелика не появилось.
При Менелике II была открыта первая государственная школа и построен первый госпиталь, впервые созданы министерства. Менелик запретил обращать в рабство кого-либо, кроме военнопленных, причём и для них срок ограничивался семью годами; однако эта мера не уничтожила рабства полностью. Император заботился о строительстве дорог, телеграфных линий, в 1894 г. предоставил французам концессию на строительство железной дороги Аддис-Абеба — Джибути (однако строительство было закончено лишь в 1915 г., а дорога введена в строй только в 1917 г.) Менелик не доверял старым европейским колониальным державам и старался противопоставить им Германию и США. В 1903 г. был подписан американо-эфиопский торговый договор, в 1905 г. — германо-эфиопский. Однако все эти достижения не привели к развитию собственной промышленности, напротив, начался упадок ремесленного производства, разорение эфиопского купечества; внешняя торговля почти целиком перешла в руки европейских экспортно-импортных компаний либо индийцев, арабов, армян и греков. Объединённая Эфиопия ещё в очень малой степени походила на цивилизованную страну.

## Эфиопия в XX веке

### Наследники Менелика. Движение младоэфиопов
В конце 1908 г. Менелик II серьёзно заболел и до конца жизни был прикован к постели — возможно, парализован. При его дворе началась борьба за влияние между тремя соперничающими кликами. Одну из них представляла императрица Таиту, жена Менелика, постепенно забиравшая власть в свои руки; её поддерживали в Гондэре, в меньшей степени в Тигре и Йеджу, на её стороне были светские и духовные магнаты, противившиеся реформам и ориентировавшиеся на Германию. Рас Тэсэмма, лучший полководец империи, возглавлял группировку шоанских феодалов, Менелик назначил его регентом, а своим наследником — внука, Лидж Иясу. Отец наследника, рас Микаэль из Уолло, с 1891 г. был мужем дочери Менелика, Шоуарэг; он сыграл огромную роль в победе над итальянцами, стоял во главе третьей группировки, объединявшей феодалов Уолло (вообще, эфиопского востока и северо-востока). Появилась и малочисленная прослойка «новых эфиопов» (позднее их называли младоэфиопами), которые выступали за реформы, за развитие промышленности и торговли и полную отмену рабовладения и крепостничества. Главными соперниками были Таиту, которая долго скрывала, что наследником назначен Лидж Иясу, и Тэсэмма; раса Микаэля подозревали в тайном мусульманстве, и он действительно был связан с мусульманами. В марте 1910 г. Таиту была отстранена от правления, так как раскрылись её планы создать собственную гвардию в Гондэре; это сделали отряды шоанско-оромских феодалов. Рас Тэсэмма пытался установить единство при гегемонии Шоа, но восточные районы противились этому. В апреле 1911 г. Тэсэмма был отравлен — неизвестно кем, но выиграли все соперники. С 1912 г. Лидж Иясу жил у раса Микаэля в Дэссе, а в феврале 1913 г. прибыл в Аддис-Абебу и пытался ворваться в дом Менелика, так как распространились слухи о его смерти, произошли бои между гвардией и войсками наследного принца.
Менелик скончался лишь 12 декабря 1913 г., императором стал Лидж Иясу V (1913—1916), весной 1914 г. он подавил мятеж наместника Тигре. Его родственники по матери — Тэфэри-Мэконнын и Уольдэ-Гийоргис считались главными сторонниками прогрессивных преобразований. Лидж Иясу V был образованным человеком, а его промусульманские симпатии привели к вражде с церковью. Он попытался сделать своей опорой не только христианских, но и мусульманских феодалов Джиммы, Ауасы, Харэра, вождей кочевых племён афар и сомали. В 1-й мировой войне Эфиопия осталась нейтральной, однако сближение Лидж Иясу с Турцией и Германией подтолкнуло Антанту к активным интригам с целью свержения молодого императора. Внешняя политика императора, ориентация на восточные провинции и всё более открытое соблюдение мусульманских обычаев вызвали всеобщее раздражение, и 27 сентября 1916 г. произошёл бескровный переворот. Шоанские феодалы и абунэ провозгласили императрицей вторую дочь Менелика II — Зоудиту (1916—1930), а регентом и наследником — раса Тэфэри-Мэконнына, правнука ныгусэ Сахле-Сылласе (деда Менелика); отец Тэфэри-Мэконнына был двоюродным братом Менелика. Большое влияние получили военный министр, фитаурари Хабтэ-Гийоргис, а также рас Уольдэ-Гийоргис.
Рас Микаэль собрал 60-тыс. войско и двинулся из Дэссе к Анкобэру, близ которого (у Тора-Мэск) разгромил шоанцев 17 октября 1916 г. Хабтэ-Гийоргис, получив из Джибути пулемёты, всё же с трудом сокрушил непобедимую конницу Уолло, Микаэль попал в плен. Лидж-Иясу до 1921 г., пока также не попал в плен, вёл на севере Эфиопии партизанскую войну. При Зоудиту развернулась борьба между староэфиопами и младоэфиопами. Староэфиопы группировались вокруг императрицы и требовали изоляции страны от внешнего мира, укрепления традиционных вассальных связей. Младоэфиопы выступали за модернизацию и просвещение, их возглавлял регент Тэфэри-Мэконнын. К центристам принадлежали фитаурари Хабтэ-Гийоргис и абунэ Матеос. Опорой Хабтэ-Гийоргиса были армии и множество таможен на принадлежавших ему обширных землях на юге.
Реформы 1920-х гг. проводились крайне медленно: в 1923—1924 гг. была запрещена работорговля и частично отменено рабство, сделаны первые шаги по пути создания регулярной армии, развития школьного образования, организована типография, начат регулярный выпуск газет, журналов, просветительской литературы. Хабтэ-Гийоргис умер в 1927 г., и Тэфэри-Мэконнын завладел его землями на юге, взял под контроль армию и арсеналы. После двух мятежей, направленных против него (в феврале и августе 1928 г.), войска Тэфэри-Мэконнына разоружили гвардию Зоудиту, фактически лишив императрицу реальной власти. Правитель Бэгемдыра, рас Гугса Уоле — муж Зоудиту, ещё в 1916 г. покинувший Аддис-Абебу по решению сановников, — летом 1929 г. поднял мятеж. В марте 1930 г. он двинулся на столицу, но 31 марта 1930 г. в местечке Зэбит на границе Бэгемдыра и Шоа дэджазмач Мулюгета с 40 тыс. солдат и двумя французскими самолётами (они проводили разведку с воздуха и сбрасывали бомбы, наводя панику) наголову разгромил мятежников. 2 апреля Зоудиту умерла от разрыва сердца, и 3 апреля 1930 г. Тэфэри-Мэконнын стал императором под именем Хайле Селассие I (1930—1974); его торжественная, необычайно пышная коронация собрала людей со всего государства и делегации со всего мира.
Доменом нового императора была провинция Харэрге, через которую проходила железная дорога, он опирался на младоэфиопиов как в борьбе за власть, так и при новых реформах. Среди младоэфиопов было много талантливых выходцев из низов, которых Хайле Селассие уравнивал в правах с представителями потомственной знати, однако он не собирался полностью аннулировать её привилегии, а лишь превратить её в служилое сословие. Ему и в 1930-х гг. приходилось сталкиваться с заговорами; наиболее опасным был мятеж в мае 1932 г., когда поощряемый Италией владыка Годжама, рас Хайлю Тэкле Хайманот, беспощадно обирающий крестьян, их же поднял на восстание, использовав недовольство налогами. Он попытался возвести бежавшего тогда же из заключения Лидж Иясу, но оба были разбиты (в Гындэ-Бэрэте) и пленены. Лидж Иясу через три года умер в заключении (возможно, отравлен по приказу императора накануне войны с Муссолини); Хайлю Тэкле Хайманот приговорён к смертной казни, заменённой заключением на озере Звай.
Новый император одновременно с централизацией стремился установить абсолютную власть. Первая конституция, принятая 16 июля 1931 г., объявила Эфиопию парламентарной монархией, но высшая законодательная, исполнительная и юридическая власть в стране закреплялась за монархом. Верхняя палата (сенат) формировалась императором, а нижняя (палата депутатов) — военно-феодальной знатью и представителями местных властей. Парламент наделялся совещательными функциями, но практически не мог проявлять законодательную инициативу.
Чем дальше, тем чаще Хайле Селассие подчёркивал опасность быстрых изменений в общественном укладе страны. Даже освобождение рабов должно было произойти в несколько этапов; только в мае 1935 г. была отменена система «гэббар» (приписка крестьян к военным гарнизонам и чиновничьему аппарату). Владельцами 2/3 предприятий, принадлежавших иностранному капиталу, были греки и армяне. Численность регулярной армии, которую начали обучать бельгийские офицеры, к началу Второй итало-эфиопской войны составляла всего 30 тыс. чел. (императорская гвардия насчитывала 10 тыс. чел.) Важным событием было создание Национального банка на базе «Банка Абиссинии», 60 % акций которого было выкуплено у англичан. В Аддис-Абебе был построен аэродром, впервые появились свои лётчики. Но к 1935 г. в стране было всего два десятка школ, а печать в том же году поставлена под полный контроль главы государства.
Во внешней политике Эфиопии противостоял фактический союз Англии, Франции и Италии, которые желали изолировать её и пресечь контакты с другими державами. Бенито Муссолини давно желал взять реванш за битву при Адуа и оплатить «великий счёт, открытый в 1896 году». В 1932—1935 гг. в восточноафриканских колониях Италии накапливались новые военные контингенты. Западные державы прямо препятствовали вооружению эфиопской армии (зато Германия в 1935 г., во время обострения итало-германских отношений, продала Эфиопии солидную партию оружия). В 1928 г. США отклонили просьбу Эфиопии о покупке двух танков; частные американские компании были предупреждены, что госдепартамент США не одобряет продажу оружия эфиопам. Хайле Селассие удалось приобрести лишь винтовки и пулемёты в Бельгии, Чехословакии, Югославии и в незначительном количестве в Японии.
Эфиопия установила неплохие отношения с Советским Союзом, однако главную ставку Хайле Селассие сделал на союз с Японией, которую рассчитывал сделать противовесом европейским странам. Япония не имела колониальных интересов в Африке, была удалена на многие тысячи километров, а её военное могущество неуклонно возрастало. Ещё в 1930 г. был подписан японо-эфиопский договор о дружбе, в 1932 г. глава эфиопского МИД нанёс визит в Токио. Японские товары вскоре заметно потеснили на эфиопском рынке изделия западноевропейских и американских фирм. Западным дипломатам удалось сорвать планировавшийся широкоформатный договор между Японией и Эфиопией, предусматривавший помимо прочего династический брак между императорскими домами двух стран, организацию в Эфиопии плантаций хлопчатника и других технических культур, переселение в Эфиопию 1 млн японцев. Англичанам Хайле Селассие предлагал договор, по которому Эфиопия арендовала Зейлу и таким образом получала выход к морю, но Англия хотела за это территориальных уступок и права строительства плотины у озера Тана.

### Итальянская агрессия

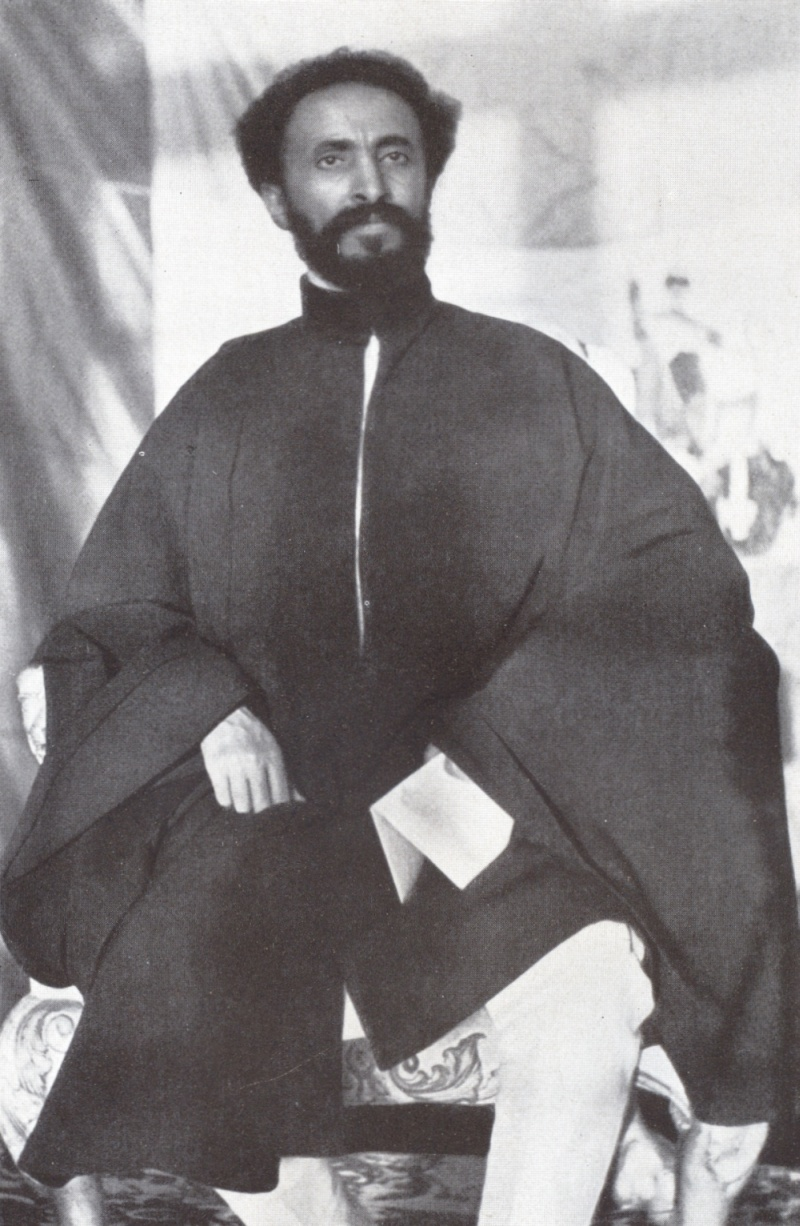
Хайле Селассие I в феврале 1934 года

Ещё с 1932 года по приказу Бенито Муссолини в Эритрее и Итальянском Сомали велось строительство дорог и военных укреплений. 5 декабря 1934 года итальянцы спровоцировали пограничный инцидент в оазисе Уольуоль (Уал-Уал), столкновения повторились 20 и 23 марта 1935 года. Ещё в январе 1935 года министр иностранных дел Франции Лаваль заключил договор с Италией: в обмен на отказ Рима от претензий на Тунис французы признали за Италией Эритрею, Сомали и «свободу рук» в отношении Эфиопии. Чтобы лишить Италию повода для агрессии, Эфиопия отвела свои войска на несколько десятков километров от границы, однако в сентябре всё же объявила всеобщую мобилизацию. В ночь со 2 на 3 октября 1935 года две фашистские армии вторглись в Эфиопию из Эритреи и Сомали, началась Вторая итало-эфиопская война 1935—1936 годов. Уже в первые дни войны итальянцы заняли Адуа и Аксум. После проведения мобилизации эфиопская армия имела численное превосходство, но правительство не могло вооружить всех добровольцев — оно располагало 100 тыс. винтовок, примерно 500 пулемётами, несколькими миномётами, 200 пушками и 12 самолётами, из которых только три были военными. Многие эфиопские воины шли в бой с копьями и щитами.
Лига наций признала Италию агрессором и наложила на неё санкции: членам Лиги запрещалось поставлять в Италию стратегическое сырьё и оружие, предоставлять ей кредиты, импортировать её товары. Однако эмбарго не распространялось на нефть, уголь и металл. Англия не решилась закрыть Суэцкий канал для итальянских судов, США объявили о намерении не продавать оружие обеим воюющим сторонам. Эти половинчатые меры фактически отдали Эфиопию на произвол агрессора. Более того, Англия и Франция заключили 9 декабря 1935 года в Париже соглашение («план Хора-Лаваля»), по которому значительная часть территории Эфиопии должна была перейти под власть Италии. Эфиопия должна была уступить Италии провинции Огаден и Тигре и область Данакиль, принять на службу итальянских советников и предоставить Италии исключительные экономические льготы; Италия должна была уступить Эфиопии выход к морю в районе города Асэб. Этот план был встречен в Аддис-Абебе с возмущением и отвергнут эфиопами.
Итальянская армия (с ноября 1935 года её возглавлял маршал Бадольо) применяла в Эфиопии разрывные пули, огнемётные средства, а с декабря 1935 года — химическое оружие. Несмотря на это, эфиопы несколько месяцев сдерживали противника у эритрейской границы, а в декабре 1935 года рас Ымру сумел потеснить противника в районе Аксума. В январе 1936 года армии расов Касы и Сыюма вновь перешли в наступление, прорвали фронт итальянцев и почти достигли дороги Адуа — Мэкэлэ. Но 20—21 января фашисты, получив подкрепление в живой силе и технике, нанесли по эфиопским частям массированный удар, использовав ядовитые газы. Эфиопам пришлось отступить, понеся большие потери; эфиопские войска на Северном фронте оказались разделёнными на три группировки, которые были поочерёдно разбиты (февраль — март 1936 года). Теперь итальянцы сосредоточили наступление в направлении Дэссе, где находилась ставка императора: на этом участке ещё остались боеспособные части, сюда же стекались разрозненные отряды разбитых итальянцами армий расов Мулюгеты, Касы и Сыюма.
Хайле Селассие решил дать генеральное сражение при Май-Чоу, севернее озера Ашэнге. В этой битве у итальянцев было 125 тыс., у эфиопов — 31 тыс. чел.; план битвы помогал разрабатывать полковник царской армии Фёдор Коновалов. Атака эфиопов 31 марта была удачна, но 1 апреля итальянские части, преследующие раса Ымру, взяли Гондэр, а 2 апреля эфиопы отступили от Май-Чоу под ударами артиллерии и авиации. Северный фронт фактически развалился, в середине апреля итальянцы вступили в Дэссе. Многие приближённые советовали дать бой у столицы, а затем развернуть партизанскую войну, но Хайле Селассие принял предложение Англии о предоставлении убежища. Он назначил главнокомандующим раса Ымру, самого способного из военачальников, и 2 мая выехал в Джибути. 5 мая итальянцы вступили в Аддис-Абебу, а 9 мая 1936 года Италия объявила об аннексии Эфиопии. 1 июня 1936 года королевским декретом была образована колония Итальянская Восточная Африка, куда вошли Эфиопия, Эритрея и Итальянское Сомали. Рас Ымру просил англичан о транзите оружия через Судан, но получил отказ; чтобы выиграть время, он просил Лигу наций о распространении британского мандата на ещё не оккупированную территорию (2/3 Эфиопии) и снова получил отказ. Захват Эфиопии был признан не только Германией (1936) и Японией (1937), но и Англией и Францией (1938); Советский Союз аннексии Эфиопии не признал.
Фашистам удалось разгромить эфиопскую армию и уничтожить власть императора, но они так и не сумели взять под контроль всю Эфиопию и не смогли справиться с партизанским движением. Фактически под их господством находилось не более 40 % страны. Уже в конце июля 1936 года партизанские отряды во главе с эфиопскими феодалами пытались взять Аддис-Абебу, прорвались к императорскому дворцу. В 1936 году не подчинялись итальянцам бо́льшая часть Годжама и Шоа, Бэгемдыр и Сымен, а также многие районы к югу от столицы. Итальянцы располагали 200 тыс. чел. и вели активную борьбу против сил сопротивления. 30 июля 1936 года фашистами был расстрелян абунэ Петрос, присоединившийся к партизанскому отряду. Осенью 1936 года итальянцы предприняли наступление против раса Дэсты Дамтоу, возглавлявшего особо многочисленную группировку партизан. В декабре потерпел поражение рас Ымру, он сдался в плен (как и братья Каса в Шоа) и был отправлен в Италию. В январе 1937 года генерал-губернатор Итальянской Восточной Африки Родольфо Грациани предпринял решительный поход против раса Дамтоу, 13—15 февраля он был разгромлен у р. Аваш, взят в плен и расстрелян. 19 февраля имело место покушение на Грациани, в ответ за три дня фашистами было убито 30 тысяч человек.
Муссолини пытался решить проблему политическим путём. Итальянцы обещали Хайле Селассие большие деньги за отречение от престола, а в конце 1930-х годов предлагали стать королём «Амхаралэнда» за признание итальянской власти в остальной части Эфиопии. Император отверг все предложения, в глазах многих партизан его личность осталась символом независимости, хотя в этот период на трон претендовали многочисленные сыновья Иясу V, а часть феодалов к 1940 году стала склоняться к республике.
Между тем началась Вторая мировая война, 10 июня 1940 года открылись военные действия между Великобританией и Италией. Наступление англичан на итальянские владения началось только 19—20 января 1941 года. Англичане с эфиопами вторглись в Эритрею из Кассалы, в феврале британские войска начали наступление на Сомали из Кении, взяли Могадишо и двинулись вверх по р. Герер. В марте итальянцы были разбиты при Агордате, 10 марта морской десант из Адена захватил Берберу; англичане заняли Харэр, Дыре-Дауа, 6 апреля — Аддис-Абебу, в мае итальянцы капитулировали у Амба-Алаги. 5 мая 1941 года Хайле Селассие с эфиопскими частями и партизанами вступил в Аддис-Абебу, приурочив эту дату к потере столицы в 1936 году.
Освобождённые области Эфиопии пока что считались оккупированной территорией Италии, над ними (по договору с Хайле Селассие в марте 1941 года) установлена британская военная администрация (БВА). Между тем освобождённая Эфиопия с большим трудом преодолевала анархию. В начале октября 1941 года в районе Горе-Сайо восстал незаконный сын Лидж Иясу — Теодрос Иясу Ремо, он провозгласил себя императором, опираясь на оромо, лишь с помощью бельгийских подразделений он был разбит (середина ноября) и арестован. Осенью 1941 года гразмач Сера с оружием в руках требовал автономии для оромо и ликвидации шоа-амхарской гегемонии, но в октябре был кем-то убит. В ноябре Хайле Селассие просил англичан разоружить отряды оромо — англичане отказались, а у императора не было своих сил. Не раз оромо прямо выступали против власти Хайле Селассие, им помогали беглые итальянские офицеры (множество итальянцев ожидало репатриации). В марте 1942 года отряд из 600 человек под командованием Бенедетто Баруссо несколько раз разбил войска императора в районе Адди-Угри; племянник заключённого в тюрьму коллаборациониста раса Гугсы — Тэсфайе — организовал отряд в 500 чел. (с участием итальянцев) и вёл боевые действия в Тигре. Весной 1942 года в Северной Эфиопии действовала группа эфиопов-аскари (бывшие военнослужащие итальянских колониальных войск), ими командовал сицилиец Бельяр, с трудом разбитый. В октябре — ноябре 1942 года в Адди-Угри терроризировала население группа лейтенанта Онорати. Эфиопия очень медленно возвращалась к мирной жизни. За время оккупации подняли головы многие племена, ранее безропотно подчинявшиеся императору, немало партизанских командиров выступали против монархии. Хайле Селассие дарил им земли, раздавал титулы и ордена; но критика не прекращалась, многих вождей партизан пришлось посадить в тюрьму, ликвидировать или сослать на периферию.

### Правление Хайле Селассие в послевоенный период
31 января 1942 г. было заключено англо-эфиопское соглашение, согласно которому БВА ликвидировалась на большей части страны. Великобритания добилась использования только британских советников (из европейских), Огаден остался под английской оккупацией (английские войска находились в Эфиопии до 1954 г.). Император подчинил себе парламент, сосредоточил всю власть в своих руках, установил полный контроль над средствами массовой информации, пользуясь некритичным восприятием населения; его опорой стала армия (15 тыс.), гвардия (3 тыс.) и полиция (6 тыс.), свою роль играла и поддержка церкви. Сопротивление было очень активным. Восстание в Тиграе в 1942—1943 гг. чуть не сокрушило режим Хайле Селассие, вождь мятежников — Хайле Мариам Рэдда — призывал к независимости Тигре, обещал, что ему поможет Англия (чем нейтрализовал её надолго) и нанёс правительственным силам ряд поражений. Лишь когда на Тигре обрушились бомбардировки из британского Адена, восстание было подавлено (осень 1943 г.), Рэдда бежал в Эритрею, а повстанцы получили ряд уступок. Таким же образом закончилось восстание в Бэгемдыре, которое возглавлял герой войны Бэлай Зэллекэ (1944 г.) — против налогов и засилья шоанцев. Но к концу Второй мировой войны Хайле Селассие восстановил свою власть над страной. Губернаторы лишились права иметь войска, вступать в контакты с другими державами; на юге по-прежнему чиновники назначались из амхара Шоа, и лишь на севере — из местных уроженцев. Коррупция и казнокрадство процветали, но положительное сальдо во внешней торговле и добыча золота укрепили эфиопскую экономику. Хайле Селассие умело использовал проблему Эритреи, направлял на неё внимание народа; в конце концов он добился успеха в этом вопросе.
Реформы, начатые до войны, были продолжены, и в некоторых сферах доведены до конца. Рабство в стране было ликвидировано в 1951 г., не в последнюю очередь под давлением мировой общественности. Однако часть бывших рабов оставалась у прежних владельцев в качестве зависимых крестьян, батраков или домашней прислуги. Только в этот период чиновники и военнослужащие стали получать твёрдое жалованье из государственной казны. В 1944 г. была реформирована налоговая система. Денежным земельным налогом были обложены все землевладения независимо от того, обрабатываются они или нет. Это новшество затронуло интересы крупных землевладельцев центральных и южных областей, где им принадлежали крупные массивы невозделываемой земли. Одни из них продали пустующие земли зажиточным крестьянам, применявшим наёмный труд, другие, не находя покупателей, отказались от части земель в пользу государства, чтобы не платить налога. В ряде случаев феодалы стали расширять запашку, прибегая к использованию наёмного труда и превращаясь в сельскохозяйственных предпринимателей. Этот процесс обуржуазивания был характерен только для светского землевладения. В тех же областях, где преобладало церковное землевладение, духовенство цепко держалось за феодальные формы эксплуатации и всемерно сопротивлялось социальным реформам. Сам император, концентрируя внимание на развитии инфраструктуры, сознательно ограничивал развитие национальной буржуазии, особенно в деревне. Положение эфиопских крестьян, в своей массе жестоко страдавших от безземелья и малоземелья, почти не изменилось. Арендная плата за землю составляла от 1/2 до 3/4 урожая, крестьяне выполняли ряд феодальных повинностей, платили налоги государству; их обирали старосты, администраторы округов, судьи, полицейские.
Политические партии были запрещены. Принятая в 1955 г. конституция формально декларировала некоторые права и свободы, но по сути закрепила авторитарный режим императора и дискриминацию нехристианских народов. Среди чиновников преобладали амхара (составлявшие около четверти населения), реже тиграйцы и ещё реже оромо. При дворе шла непрерывная всеобщая борьба за влияние на императора и его благосклонность. Хайле Селассие старался играть роль арбитра и на всех уровнях госаппарата создавал враждующие группы чиновников, назначая их из соперничающих кланов. К середине XX века Эфиопия оказалась одной из самых отсталых стран Африки. Доход на душу населения составлял 25,6 % от африканского и 6,6 % от мирового уровня. Потеряв долю власти, аристократы активно занимались бизнесом, а императорская семья в этих же целях распоряжалась казной; но инвесторы почти не появлялись, транснациональные корпорации не интересовались Эфиопией — здесь не было уникальных природных ресурсов. Большое значение в сфере бизнеса стала играть новая бюрократия — чиновники, выдвинувшиеся и сколотившие состояния при Хайле Селассие. Из-за ввоза предметов роскоши (8 % импорта составляли дорогие автомобили) и «ножниц цен» (Эфиопия экспортировала сырьё и импортировала изделия из него же) в 1956—1974 гг. существовал устойчивый внешнеторговый дефицит. Внешний долг возрастал, хотя Эфиопия стремилась выдерживать сроки погашения долгов, и всё больше валютных доходов и западной валютной помощи уходило на его погашение. В 1950-80-х гг. были в значительной степени сведены уникальные эфиопские леса, занимавшие почти половину территории страны — фактически имела место экологическая катастрофа.
Во внешней политике Хайле Селассие боролся против колониализма и выступал за всеобщий мир, чтобы разрушить впечатление о консервативности режима и убедить население в своей популярности за рубежом. В 1952 г. император добился большого успеха — воссоединения Эритреи с Эфиопией, согласно решению ООН. Страна получила выход к Красному морю. Поскольку в ближайшие годы независимость обрели Судан (1956 г.), Сомали (1960 г.) и Кения (1963 г.), Эфиопия больше не была окружена владениями европейских держав. От засилья англичан Хайле Селассие избавился, опираясь на США, которым в мае 1953 г. была предоставлена военная база в Асмэре. На Эфиопию приходилось свыше половины американской военной помощи, поступавшей в Африку. В стране не осталось ни английских войск, ни советников; Эфиопия посылала свой контингент в Корею, а американцы поддержали Эфиопию в эритрейском вопросе. Но возникла другая проблема: хотя создание федерации Эритреи и Эфиопии (декабрь 1952 г.) укрепило популярность Хайле Селассие у его подданных, среди жителей Эритреи преобладало недовольство. Объединение с монархической Эфиопией больно ударило по Эритрее (этническая и языковая дискриминация, ликвидация демократических институтов); когда же через десять лет был упразднён автономный статус Эритреи (1962 г.), там началась полномасштабная вооружённая борьба за независимость.
Провозглашение либеральных свобод в конституции 1955 г. было главным образом уступкой внешнему миру — ни один эфиоп не решился бы потребовать отставки государственного чиновника, послать письмо в газету с его критикой, и ни одна газета не опубликовала бы его. Эфиопские чиновники были бездельниками «с изнеженными руками, которые почти всегда подняты в пренебрежительном жесте отказа». Людям внушалось, что только император знает, что нужно народу; служебная активность не поощрялась, парламент прямо (сенат) или косвенно (палата депутатов) формировался императором и заботился только о своём жалованье. Любая критика из США, Европы или СССР преподносилась населению, на 98-99 % неграмотному, как посягательство на независимость Эфиопии со стороны иностранцев — фэрэнджоч.
Желание перемен постепенно захватило армию и часть высших чиновников. В 1950-х гг. консерваторов возглавлял рас Асратэ Каса, либералов — рас Йильма Дэрэса, он опирался на выпускников западных вузов. Премьер-министр (в 1961—1974) Аклилу Абтэ-Уольдэ выдвигал идею создания «Великой Эфиопии» от мыса Рас Кассар до Индийского океана. Либералы Ындалькачоу Мэконнына выступали за ускоренное развитие капиталистических отношений. В 1958—1959 гг. страну охватил голод, недовольство резко усилилось. 13 декабря 1960 г., во время визита Хайле Селассие в Бразилию, произошла попытка переворота в Аддис-Абебе, во главе его стояли братья Ныгуай — командир гвардии генерал Менгисту и губернатор Джиджиги Гырмаме, они провозгласили нелюбимого старшего сына Хайле Селассие — Асфа Уосэна, надеясь на бескровный переворот, но их не поддержала армия, мятеж был подавлен. 16 декабря император вернулся и овладел ситуацией, многие участники покончили с собой (Гырмаме-Ныгуай) или бежали, перебив 15 чиновников-консерваторов; раненого Менгисту вылечили и казнили. Но эти события стали рубежом, после которого усилилось брожение; в военной академии в Харэре, где преподавал Менгисту (а также немало индийцев), училось много будущих революционеров. Министрами император назначил ряд либералов, вскоре провёл амнистию, часть заговорщиков даже вернул на высокие посты. Он выдвинул доктрину «демократического общества» — реформ, напоминающим «белую революцию» в Иране. На армию, остававшуюся главной опорой режима, были выделены большие средства. Но вскоре и здесь начались заговоры и бунты (1961, 1964, 1966, 1969 гг.), столь же быстро и жёстко подавленные. В 1967—1969 гг. впервые произошли большие студенческие выступления.
Ещё в 1958 г. в Эритрее было создано Эритрейское освободительное движение (ЭОД). Война в Эритрее разгорелась с сентября 1961 г., тогда же был создан Фронт освобождения Эритреи (ФОЭ), возглавленное шейхом Идрисом Мохаммедом Адемом; в 1970 г. от неё откололся Народный фронт освобождения Эритреи (НФОЭ). ФОЭ составляли и возглавляли мусульмане, в НФОЭ входили и христиане, эта организация постепенно вобрала в себя многих членов ЭОД и ФОЭ. Между ФОЭ и НФОЭ тоже происходили столкновения — одновременно с действиями против императорских войск и полиции. Обе группировки ставили целью независимость и присоединение к арабскому миру. Хайле Селассие держал в Эритрее 10 тыс. чел., сражающихся с повстанцами, в то же время несколько раз отменял недоимки и налоги, выделял дотации на развитие сельского хозяйства Эритреи, много молодёжи послал учиться в столицу и за рубеж. Но замирить эритрейцев не удавалось, всеобщая амхаризация порождала сепаратистские движения и в других частях Эфиопии (не без провокаций извне). В 1963—1970 гг. продолжалось восстание Вако Гуту в юго-восточной провинции Бале, одной из самых бедных провинций, где крестьянам жилось наиболее тяжело; к беднякам присоединились феодалы — оромо и сомали, наметились контакты с Могадишо. Силой и подкупом мятеж был подавлен, много земель в Бале отдано поселенцам-христианам. Ожесточённое восстание в Гондэре в 1968 г., в горах Чэрчэр в 1973 г. (здесь был создан Фронт освобождения Оромо) имел ту же причину — недовольство засильем амхара.

### Падение монархии. Правление революционеров.
Толчком к революции 1974 г. стала большая засуха 1972—1974 гг., которая привела к гибели 100 тыс. чел. В ходе её продолжались экспорт зерна из страны и расхищение продовольствия, полученного в качестве гуманитарной помощи. Накануне революции 90 % земель принадлежало феодалам, императорской семье и церкви, 90 % крестьян почти не имело земли. В этот же период произошло резкое подорожание нефти, что повлекло за собой рост цен на внутреннем рынке Эфиопии. Засуха особенно тяжело ударила по Эритрее, где началось новое большое восстание.
В январе — феврале 1974 г. произошли мятежи в воинских частях и демонстрации молодёжи. 18 февраля 1974 г. началась забастовка учителей, затем — таксистов, народ вышел на улицы, громя роскошные магазины и автомобили. Хайле Селассие обещал повысить зарплату, в том числе армии, но военные потребовали отставки министров, пересмотра конституции и либеральных свобод. 27 февраля императору пришлось отставить премьера, его место занял Ындалькачоу Мэконнын, но реформы быстро углублялись, армия выдвигала всё новые требования и неуклонно шла к захвату власти, даже императорская гвардия примкнула к движению. 28 июня военные создали Координационный комитет вооружённых сил (ККВС), во главе — майор Менгисту Хайле Мариам; 22 июля ККВС отстранил и нового премьера, пытавшегося противодействовать армии.
12 сентября император был низложен и арестован, создан Временный военно-административный совет (ВВАС или Дерг), во главе его поставлен генерал Аман Микаэль Андом, 1-м заместителем стал Менгисту Хайле Мариам, представители соответственно умеренного и радикального крыла. На трон был возведён Асфа Уосэн — только как ныгус, а не ныгусэ-нэгэст (он часто болел и сейчас лечился в Швейцарии). 23 ноября Андом был отстранён от власти в ходе борьбы внутри ВВАС (позже он был убит), в ноябре расстреляно 60 высших чиновников. ВВАС возглавил генерал Тэфэри Бенти (1974—1977), также выступавший против радикалов. Год спустя Хайле Селассие I был тайно убит (август 1975 г.), а его сын Асфа Уосэн лишён престола. С 21 марта 1975 г. государство стало называться «Социалистическая Эфиопия».
Часть армии (ВВС, инженерный корпус), а также студенты, профсоюзы, интеллигенция потребовали передачи власти гражданским, но ВВАС решительно пресекал такие попытки, проводил чистки, расстрелы. В ходе междоусобиц внутри самого ВВАС только в первые три года погибло 20-30 высших чиновников. В эмиграции, в Лондоне, был создан Эфиопский демократический союз (ЭДС, лидер Мангаша Сейюм) — монархисты и другие правые, её штаб-квартира находилась в Судане, их финансировали американцы; ещё ранее сложилась марксистская Эфиопская народно-революционная партия (ЭНРП, лидеры Берханемескель Реда, Тесфайе Дебессайе, Кифлу Тадессе) — обе развернули борьбу против ВВАС. Сепаратисты поднялись на окраинах, то в союзе, то враждуя с ЭДС и ЭНРП. Аддис-Абеба оказалась в огненном кольце. Между тем военные уже с 1975 г. проводили важные реформы, прежде всего аграрная, уничтожившая феодализм; были национализированы 72 крупные местные и иностранные компании, 13 страховых компаний, ряд банков и доходных домов.
Менгисту Хайле Мариам возглавил режим в феврале 1977 г., после убийства Тэфэри Бенти, тогда же объявил о раздаче народу оружия для пресечения террористической деятельности, к которой якобы прибегала ЭНРП; в ходе «красного террора» было убито 5 тыс. чел., таким способом удалось сломить ЭНРП, а затем и изначально лояльную властям конкурирующую с ЭНРП партию Всеэфиопское социалистическое движение. Эфиопия разорвала дипломатические отношения с США, Англией и ФРГ.
В 1977—1978 гг. произошёл военный конфликт с Сомали. Обе эти страны к тому времени объявили о своём намерении строить социализм, обе являлись союзниками СССР; советские корабли базировались и в Сомали (порт Бербера) и в Эфиопии (порт Массауа). Но Сомали поддерживало волнения в прилегающей эфиопской области — Огаден, а 23 июля 1977 гг. развязало против Эфиопии войну. Основное население Огадена составляла сомалийская народность исса, составлявшее одну из главных этнических групп в самом Сомали. Исса были мусульманами, вследствие чего конфликт с самого начала принял оттенок войны христианской Эфиопии и мусульманского Сомали.
Москва оказалась перед сложным выбором: она пыталась примирить враждующих союзников, но это ей не удалось. Руководство Советского Союза приняло решение поддержать Эфиопию, поскольку правящий режим ВВАС производил впечатление более революционного. Кроме того, потенциал влияния Эфиопии в Африке казался более высоким, чем у Сомали; наконец, сомалийцы выступали в роли агрессоров. Правительство Сомали немедленно разорвало отношения с Москвой (ноябрь 1977 г.) и обратилось за помощью к Вашингтону. Американцы оказали помощь, но она была недостаточной. Государственный секретарь Сайрус Вэнс выступал против помощи Сомали; помощник президента США по национальной безопасности Збигнев Бжезинский, напротив, считал нужным «дать отпор проискам СССР в Африке». Решительных шагов Вашингтон так и не предпринял. Вторгшиеся в Огаден войска Сомали (20 тыс. чел., с авиацией и тяжёлой техникой) продвинулись в Харэрге на 700 км, в Бале и Сидамо — на 300 км, уже к сентябрю 1977 г. они овладели 90 % Огадена — из-за того, что эфиопские войска были сосредоточены в других районах, где вели борьбу против партизан и террористов. В целом сомалийцы взяли под контроль пятую часть Эфиопии, однако последней оказали помощь СССР, ГДР, Куба и Южный Йемен. Фидель Кастро перебросил по воздуху в Эфиопию 5-тысячный воинский контингент, в январе 1978 г. кубинцы остановили сомалийцев на подступах к Харэру. В феврале — марте колонны сомалийцев были наголову разбиты кубинско-эфиопскими частями у Дыре-Дауа и Джиджиги; 9 марта 1978 г. Сомали заявило о прекращении войны и отводе войск — они ушли до середины марта, однако вторжения сомалийцев, опирающихся на «Фронт освобождения Западного Сомали», повторялись до 1986 г.
20 ноября 1978 года был подписан советско-эфиопский договор о дружбе и сотрудничестве; порт Массауа остался важной советской базой на Красном море.
Советская и кубинская помощь помогла Менгисту Хайле Мариаму отразить нападение Сомали, но главную опасность по-прежнему представляла Эритрея. К середине 1978 г. здесь было убито около 13 тыс. эфиопских солдат, 200 тыс. чел. стали беженцами; эритрейцы взяли семь городов, блокировали Асмэру, Асэб, Массауа и Барэнту. В 1979 г. ВВАС разбил, но не сломил эритрейцев, неудачен был и «красный марш» в Эритрею крестьян и горожан из внутренних районов. Между тем в разных районах сложились опасные вооружённые формирования: ещё с 1970 г. в провинции Тыграй действовал Народный фронт освобождения Тыграй (НФОТ), выступавший за отделение Тыграя и создание на его территории марксистского государства; к концу 1980-х этот лозунг сменила программа освобождения всех народов Эфиопии от коммунистического режима Менгисту. В 1975 г. был создан Фронт освобождения афаров (сторонники свергнутого султана Али Мираха Анфере, который пытался после свержения Хайле Селассие отделить от Эфиопии земли афаров); его удалось разгромить. В 1970-х действовал также Фронт освобождения оромо — за создание независимой Оромии, ещё ряд фронтов в других провинциях. Хотя к 1980 г. эфиопским коммунистам удалось добиться победы над всеми инсургентами, они так и не смогли полностью навести порядок и подавить всех недовольных.
В 1983 г. Эфиопия провела операцию «Красная звезда» против Судана, основной целью которой было предотвратить бегство в Судан как граждан Эфиопии, так и разгромить базы находившихся там боевиков, боровшихся за независимость Эритреи.
Среди эфиопских коммунистов не было единства, постоянно шла борьба фракций и борьба между военными и гражданскими. Попытки коллективизации сельского хозяйства привели только к дальнейшей его деградации. Засухи 1978—1980, 1982—1985 и 1987—1988 довершили катастрофу. Умирающие от голода дети-скелеты стали «визитной карточкой» нового режима. Во время голода 1983—1984 гг. в Эфиопии погибло около 1 миллиона человек. В 1984 г. Израиль при поддержке Судана и США даже предпринял операцию «Моисей», в ходе которой фалаши, как исповедующие иудаизм, были вывезены из Эфиопии и получили израильское гражданство. Оставшимся в Эфиопии было не на что рассчитывать: положение не спасала ни гуманитарная помощь, ни поддержка со стороны социалистического лагеря. Число жертв, пострадавших от засухи конца 1980-х, достигло 6,5 миллионов человек. Новый режим полностью себя дискредитировал.

### Падение коммунистического режима
10 сентября 1987 г. ВВАС был упразднён и провозглашена Народно-демократическая республика Эфиопия (НДРЭ). Менгисту Хайле Мариам стал президентом (1987—1991). Некоторое время он ещё надеялся преодолеть кризис. В 1986—1988 гг. были нормализованы отношения с Сомали (в апреле 1988 г. разведены войска, восстановлены дипломатические отношения). Зато осенью 1987 г. НФОЭ, победивший к тому времени все соперничающие группировки в ожесточённых боях, начал новое наступление на правительственные силы. К весне 1988 г. почти вся территория Эритреи, кроме городов Асмэра, Асэб, Массауа и Кэрэн, оказались под контролем НФОЭ, насчитывавшей 30 — 40 тыс. чел. У НФОТ в Тигре было 10 тыс. чел., у НФОЭ в Эритрее — даже танки, бронетранспортёры, артиллерия; штаб-квартира находилась в Орота — лабиринте узких ущелий в засушливом горном районе северной Эритреи.
В марте 1988 г. в сражении при Афабете (56 км к северо-востоку от Кэрэна) эритрейцы нанесли тяжёлое поражение эфиопской армии, взяли хорошо укреплённый Афабет, где находились крупнейшая военная база эфиопской армии и центр военной разведки, большой склад оружия и боеприпасов. В этой битве потери эфиопской армии составили до 20 тыс. убитых и взятых в плен; после сражения у Афабета стало ясно, что разгром эфиопской армии — лишь вопрос времени. В апреле 1988 года НФО Эритреи и НФО Тыграя заключили соглашение о координации своих действий. В результате к середине 1988 года правительственные войска оставили Тыграй, бои переместились в провинции Уолло и Гондэр.
Неудачи в войне против повстанцев совпали с политическом кризисом в Советском Союзе, который уже не мог активно помогать эфиопскому режиму. В 1989 г. Москва отозвала из Эфиопии своих военных советников. 18 мая 1989 года произошла попытка переворота, в ходе которой погибли её руководители, начальник генштаба генерал Мерид Негуссие и главком ВВС генерал Амха Деста, а также 6 генералов, воевавших в Эритрее. Погиб также отказавшийся поддержать заговор министр обороны генерал-майор Хайле-Гиоргис Хабте-Мариам.
В феврале 1990 г. эритрейцы взяли Массауа, в марте НФО Тыграя вошли в центральную область Шоа и оказались на дальних подступах к Аддис-Абебе. На мартовском 1990 г. пленуме ЦК РПЭ было объявлено об отказе от маркистско-ленинской идеологии.
23 февраля 1991 года НФОЭ и ЭНРДФ начали широкое наступление против правительственных войск. Были захвачены провинции Гондэр и Годжам, часть провинции Уоллега и Западное Шоа. Весной 1991 г. войска Менгисту были окончательно выбиты из Эритреи, только в нескольких городах ещё держались окружённые гарнизоны.
Лидеры Народного фронта освобождения Тыграй (НФОТ) первоначально ставили те же цели, что и эритрейские повстанцы — отделение от Эфиопии, но постепенно НФОТ превратился в главную силу, противостоящую правительству, и объединил вокруг себя разнородные движения, стремящиеся к свержению режима.
19 апреля Менгисту Хайле Мариам выступил с обращением к нации, заявив, что «готов уйти, если это послужит восстановлению единства страны». Однако на встрече представителей США с лидерами НФОЭ и ЭНРДФ 29 апреля в Хартуме последние отказались обсуждать возможность переговоров с правительством.
17 мая началось наступление оппозиции в провинциях Северное Шоа и Южное Уолло, пал г. Дэссе, столица Южного Уолло, Аддис-Абеба оказалась отрезана от порта Асэб, через который шло снабжение оружием, боеприпасами, горючим и продовольствием. 19 мая 1991 г. эритрейцы нанесли эфиопской армии очередное поражение при Дэкэмхаре, в 40 км к югу от Асмэры. Почти одновременно вооружённые отряды оппозиции (многие из них были выходцами из Тигре и принадлежали к НФОТ, причём большинство повстанцев составляли 14-16-летние мальчики) подошли к Аддис-Абебе. 21 мая 1991 года Менгисту Хайле Мариам бежал в Зимбабве (где у него было поместье), 23 мая Госсовет страны освободил 180 политзаключённых, а ЭНРДФ захватил г. Холета в 35 км от столицы. 24 мая отряды НФОЭ вошли в Асмэру (100-тысячная армейская группировка капитулировала), 25 мая отняли у деморализованной эфиопской армии порт Асэб и крупнейшую базу ВВС в Дэбре-Зейте. 26 мая премьер-министр Тесфайе Динка отбыл в Лондон, пытаясь начать переговоры с повстанцами; в тот же день 11 кораблей ВМФ Эфиопии прибыли в йеменский порт Мука, где экипажи попросили политическое убежище. 27 мая правительство объявило об одностороннем прекращении огня. 28 мая части ЭНРДФ вступили в Аддис-Абебу.

### Эфиопия после Менгисту
В 1991 г. НФОЭ взял под свой контроль всю территорию Эритреи, причём последняя пока не получила независимости — между НФОЭ и коалиционным Переходным правительством Эфиопии была достигнута договорённость о референдуме в апреле 1993 года.
После падения Менгисту власть в Аддис-Абебе перешла к Революционно-демократическому фронту эфиопских народов (РДФЭН); его костяком стало руководство НФОТ, а гегемония в государстве перешла к выходцам из Тигре. Было создано Переходное Правительство Эфиопии.
22 июля 1991 г. президентом Эфиопии стал Мелес Зенауи (1991—1995). О возвращении к монархии речи не заходило, хотя сын Хайле Селассие I — Амха Селассие — в 1988 г. провозгласил себя в Лондоне императором Эфиопии.
Главным новшеством стала коренная реформа административно-политического устройства. Вместо прежних традиционных провинций было создано восемь неравных по размеру штатов, сформированных на национальной основе: Тигре, Амхара, Оромо, Сомали, Афар, Гамбела, Бенишангул-Гумуз и Регион Народов и народностей юга (РННЮ) к юго-западу от Аддис-Абебы. Каждый народ получил право создавать свои политические организации, которые активно участвовали в местных выборах.
После парламентских выборов в мае 1995 года с 23 августа 1995 г. государство получило название Федеративная Демократическая Республика Эфиопия.
С 1995 г. страна стала парламентской республикой, поэтому Зенауи с августа 1995 г. сменил пост президента на должность премьера, сохранив за собой всю полноту власти. Правившие после него президенты — Негасо Джидада (1995—2001), Гырме Уольде-Гийоргис (2001—2013) и Мулату Тешоме (с 7 октября 2013 г.) принадлежат к оромо и являются христианами: первый — протестант, второй и третий принадлежат к Эфиопской церкви.
На референдуме в Эритрее 23—25 апреля 1993 года за независимость высказалось практически всё население, и 24 мая 1993 г. Эритрея отделилась от Эфиопии. Аддис-Абеба сумела добиться от Эритреи некоторых льгот и привилегий (свободное использование порта Асэб для внешней торговли, право государственной эфиопской авиакомпании «Эфиопия эйрлайнз» пользоваться аэродромом в Асмэре, хождение в Эритрее эфиопской денежной единицы бырра, свободное пересечение эфиопско-эритрейской границы гражданами обеих стран).
Новый режим Эфиопии довольно успешно справился с экономическими трудностями. Основная роль в успешных реформах традиционно признаётся за Мелесом Зенауи, занимавшем пост премьер-министра в 1995—2012 гг. Распустив колхозы и госхозы, Зенауи передал землю в аренду крестьянам на 99 лет. Если раньше почти единственной статьёй эфиопского экспорта был кофе, вследствие чего каждый неурожай наносил тяжёлый удар по финансам и хозяйству страны, то сегодня Эфиопия экспортирует и другие продукты сельского хозяйства. В конце премьерства Зенауи в стране началась разведка запасов нефти и газа, в сотрудничестве с Китаем открылся первый автосборочный завод. Был также разработан план создания «Великой плотины эфиопского возрождения» на Голубом Ниле, что позволило бы стране экспортировать тысячи мегаватт электричества в соседние африканские страны.
На международной арене Аддис-Абеба ориентируется на Вашингтон, стремясь стать главным союзником США в борьбе с терроризмом в Восточной Африке. В то же время правящая РДФЭН поддерживает тесные отношения с КПК. Это позволяет эфиопскому руководству проводить сбалансированную внешнюю политику.
Однако у Эфиопии осталось немало внутренних проблем, порождённых главным образом растущими национальными амбициями крупнейших народов, проживающих в стране, а также напряжёнными отношениями с соседями — Эритреей, Суданом и Сомали. Тыграйцы, составляющие всего 6 % населения, не стремились установить такую же гегемонию, как прежде амхара, и предоставили остальным нациям долю в управлении страной, особенно на местах. Но правительство весьма жёстко пресекает сепаратистские и автономистские устремления некоторых национальных общин. Ещё в 1992 г. тиграйцы не позволили Фронту освобождения оромо (ФОО), принявшему участие в свержении Менгисту Хайле Мариама, добиться успеха на всеобщих выборах: они противопоставили ФОО Демократическую организацию народа оромо, которая и набрала большинство голосов. Попытка руководства ФОО обжаловать итоги выборов привела к разоружению формирований оромо и аресту 20 тысяч человек, которые были освобождены в течение следующих трёх лет.
В 1994 г. правительство развернуло боевые действия против вооружённой организации эфиопской диаспоры народности сомали — Национально-освободительного фронта Огадена (НОФО). Но, как выяснилось, формирования оромо и сомали далеко уступают по боевым качествам правительственным частям, составленным из тыграйцев и амхара. Не представлял особой угрозы и созданный в 1993 г. Объединённый революционно-демократический фронт Афар (ОРДФА), против которого вначале вели совместную борьбу власти Эфиопии и Эритреи; с началом Эфиопо-эритрейского конфликта в 1998 г. ОРДФА раскололся на две организации, одна из которых поддерживала Эритрею, другая — Эфиопию.
В 2000 г. правительство Аддис-Абебы возобновило войну против вторых, поддерживая первых. В целом движение афаров, населяющих главным образом пустынные местности, тоже не представляет особой угрозы для правительства. Ещё легче власти Эфиопии справлялись с национальными движениями мелких народов: к примеру, в 1995 году центральные власти без каких-либо вредных для себя последствий арестовали практически всех членов правительства Бенишангул-Гумуза за «узкий национализм».
Враждебность трёх соседних стран Аддис-Абеба компенсировала не только союзом с США, но и дружбой с Кенией, а также тесными связями с непризнанным государством Сомалиленд — бывшим Британским Сомали. После разрыва отношений с Эритреей эфиопы поддерживают контакты со внешним миром как через Джибути, так и через Берберу — главный порт Сомалиленда. Поскольку в Огадене обнаружены крупные запасы газа, вполне возможен его транзит по кратчайшему пути, то есть через Берберу — по территории самопровозглашённой республики.
Конфликт из-за спорных территорий, прежде всего пограничного района Бадме (между средними течениями рек Мареб и Тэкэзе) привёл к Эфиопо-эритрейскому конфликту 1998—2000 гг. 6 мая 1998 эритрейцы захватили Бадме, затем Алитену и Заламбэссе. Эфиопы не решались перейти в контрнаступление до 6 февраля 1999, пока не закупили новые партии вооружения и не провели новую мобилизацию. В феврале 1999 эфиопские войска ценой больших потерь отняли Бадме, однако эритрейцы успешно сопротивлялись превосходящим силам на других участках фронта в течение марта — июня 1999 года. Эфиопы снова укрепили свою армию и в мае 2000 возобновили наступление, взяли города Тэсэнэй и Барэнту. Асмэра сначала приняла международное посредничество, но 5 июня эритрейцы внезапно атаковали эфиопские войска и захватили Тэсэнэй. Однако превосходящие силы эфиопов нанесли им поражение и снова заняли Тэсэнэй, а на восточном участке фронта эфиопы едва не взяли порт Асэб на Красном море. 20 июня 2000 г. перемирие окончательно вступило в силу и противоборствующие стороны развели войска.
По оценкам международных наблюдателей, в ходе войны эфиопы потеряли до 60 тыс. чел., эритрейцы до 40 тыс. Международная арбитражная комиссия в 2002 г. признала за Эритреей почти весь район Бадме и половину спорных участков на восточном фронте. Эфиопия осталась весьма недовольна этим решением и отказалась выполнить его. Вопрос о границе долгое время оставался нерешённым.
В начале XXI века в Эфиопии сохранялась напряжённость в отношениях между центральной властью и народами оромо и сомали. После неудач, постигших в 90-х годах христианскую часть оромо, проживающую к западу от столицы, лидерство перешло к «мусульманскому крылу». Оромо-мусульмане, населяющие обширные районы к юго-востоку от столицы, создали Исламский фронт освобождения Оромо. В этот же период возросло влияние исламской организации сомали — «Аль-Иттихад Аль-Ислами» — действующей как в Эфиопии, так и в Сомали, которое с 1991 г. находится в состоянии полной анархии. В конце 2003 — начале 2004 в западном штате Гамбела (бывший Иллубабор) произошли нападения на представителей центральной власти, что вызвало ответные репрессии с массовыми убийствами. Активизировались и амхара, которые устроили массовые протесты из-за фальсификации выборов (в мае и ноябре 2005) Это привело к арестам лидеров амхарских партий и закрытию многих печатных изданий на амхарском языке.
С 2008 года вооружённую борьбу против правительства РДФЭН повела организация Ginbot 7 во главе с участниками гражданской войны бывшими активистами ЭНРП Берхану Негой и Андаргачью Тсиджем.
В 1997, 2000, 2006 и 2011 гг. Эфиопия вмешивалась в междоусобную войну на территории Сомали. Особенно важными были события 2006—2007 гг. Так, в июне 2006 Союз исламских судов Сомали (СИС, аналог движения «Талибан» в Афганистане) взял под контроль Могадишо, а вскоре и значительную часть территории Сомали. Союз исламских судов немедленно получил по воздуху помощь из Эритреи оружием и амуницией, которые тут же начал передавать антиправительственным группировкам в Эфиопии. Тогда Аддис-Абеба развернула активную помощь переходному правительству, сформированному в 2004 году из военных и племенных вождей под эгидой ООН, а теперь изгнанному из сомалийской столицы. Эфиопы оказали ему помощь советниками и оружием, а затем ввели войска в пограничные районы Сомали. Руководители СИС предъявили эфиопам 7-дневный ультиматум и 20 декабря начали атаку, однако уже через несколько дней рыхлое ополчение исламистов было наголову разбито эфиопскими войсками. 28 декабря 2006 г. эфиопские войска заняли Могадишо, 5 января 2007 г. — город Кисмайо на крайнем юге Сомали. Флот и авиация США и сухопутные войска Кении были готовы поддержать эфиопскую армию, однако она без труда подавила и рассеяла остатки исламистов вплоть до сомалийско-кенийской границы, восстановив в Могадишо переходное правительство во главе с Абдуллахи Юсуф Ахмедом. Быстрая и лёгкая победа имела большой резонанс и заметно повысила международный авторитет Эфиопии.
После того, как в начале 2009 г. эфиопские войска были выведены с территории Сомали, исламисты вновь перешли в наступление. Преемником разгромлённого Союза исламских судов стала группировка «Аш-Шабааб» («Аль-Шабаб»), которая в течение 2009—2010 гг. захватила южную часть Сомали и пытались овладеть Могадишо. Тогда Эфиопия снова вмешалась в сомалийскую войну совместно с Кенией (впрочем, без координации действий), поддерживая официальное правительство Сомали. В результате группировка «Аш-Шабааб» оказалась сдавленной между кенийскими, эфиопскими и сомалийскими войсками и перешла от наступления к обороне.
В то же время Эфиопия выступила в качестве посредника в конфликте между Северным и Южным Суданом из-за спорного района Абьей. В июне 2011 г. Совет безопасности ООН единогласно одобрил ввод на границу между враждующими государствами эфиопского миротворческого контингента (4200 чел.) В декабре 2013 г. Эфиопия вместе с Кенией также участвовала в переговорах по внутреннему конфликту в Южном Судане.
В конце 2000-х Китай запустил программу строительства в стране сотен технопарков. К моменту окончания премьерства Мелеса Зенауи (умершего 20 августа 2012) темпы роста экономики Эфиопии (в среднем 7 % в год) оказались сравнимы с развитием «азиатских тигров», несмотря на сохраняющийся низкий уровень жизни, особенно в сельской местности. Это позволяет говорить о притязаниях Эфиопии на роль регионального лидера в Северо-Восточной Африке (по крайней мере, на Африканском Роге), а в перспективе — на ведущую роль (под покровительством Вашингтона) и на всём континенте. Аддис-Абеба стремится стать для США важным союзником, успешно конкурируя в этом плане с Египтом, Кенией и Саудовской Аравией.
Преемником Зенауи стал выходец с юга, представитель народа велаята Хайле-Мариам Десалень — первый премьер-протестант, экс-вице-президент Региона Народов и народностей юга (РННЮ). Десалень увеличил вице-премьерские должности с одной до четырёх, закрепив по одному креслу за представителями оромо, амхара, тыграй и народов Юга.
Экономический подъём Эфиопии продолжался: так, за 2016 год ВВП Эфиопии вырос на 8 %, инфляция (потребительские цены) составила 7,26 % (в 2015 году — 10,1 %). В целом за время правления Десаленя ВВП страны увеличился на 70 % (с 43,3 млрд до 72,4 млрд долл.), экономика Эфиопии стала одной из наиболее быстроразвивающихся в Африке. Однако сильная засуха 2014—2015 гг. стала катализатором новых выступлений амхара и оромо против тыграй (с конца 2015 г.); в ходе подавления сотни людей погибли, десятки тысяч были арестованы и в октябре 2016 года в Эфиопии было введено чрезвычайное положение. 

15 февраля 2018 г. Десалень подал в отставку.
В феврале 2018 года пост премьер-министра Эфиопии занял Абий Ахмед Али, оромо по национальности и протестант по вероисповеданию, подполковник в отставке, начавший военную службу подростком в рядах повстанцев, сражавшихся против Менгисту. Став премьером, Абий Ахмед Али провёл ряд прогрессивных реформ (отмена цензуры, амнистия для политзаключённых, увольнение военных, подозревавшихся в коррупции, общенародная кампания по высадке 4 миллиардов деревьев), а 9 июля 2018 подписал в Асмэре мирный договор с президентом Эритреи Исайясом Афеворки, формально положивший конец состоянию войны между Эфиопией и Эритреей. Стороны договорились не только о прекращении конфликта, но и о сотрудничестве в сфере безопасности, экономики и культуры. За свои усилия по урегулированию конфликта Абий Ахмед Али в октябре 2019 был награждён Нобелевской премией мира.

### Внутренние конфликты и война в Тыграе
В 2018 г. эфиопское правительство достигло мирного соглашения с Фронтом освобождения Оромо (ФОО), повстанческой организацией, состоящей из этнических Оромо и начавшей вооруженную борьбу еще в 1973 г. при Хайле Селассие. Тем не менее, многие участники ФОО восприняли перемирие скептически и решили продолжить борьбу. После этого вооруженное крыло ФОО, известное как Армия освобождения Оромо (АОО), фактически стало самостоятельной военизированной организацией, с новой силой начавшей партизанскую войну против Аддис-Абебы.
Однако, помимо повстанцев из АОО, вскоре против Абий Ахмеда начали выступать амхара и тыграйцы: в июне 2019 г. правительственные войска подавили мятеж органов безопасности, пытавшихся захватить власть в регионе Амхара, а в ноябре 2020 г. восстали военные подразделения Национального фронта освобождения Тыграя и захватили административный центр региона — Мэкэле. Политическая реформа, начатая премьер-министром Абий Ахмедом в 2018 году и состоявшая в преобразовании правящей коалиции в единую партию, была враждебно воспринята партией НФОТ, назвавшей действия Ахмеда незаконными. В результате члены НФОТ не попали в новую партию власти, таким образом лишившись доминирующего положения в эфиопской политике, которое занимали в стране на протяжении 27 лет. Непосредственной же причиной восстания стало непризнание Аддис-Абебой региональных выборов в Тыграе, которые Абий Ахмед перенес на 2021 год из-за пандемии  и которые тыграйские власти, вопреки запрету, провели 9 сентября 2020 года. Результатом этих выборов стала убедительная победа НФОТ.
Эфиопская армия начала наступление против НФОТ и 28 ноября взяла под контроль Мэкэле, а затем и все крупнейшие города региона. Эритрея поддержала действия правительственных войск Эфиопии, направив свои вооруженные силы на северо-восток Тыграя, однако сторонники НФОТ не сложили оружия. 18 июня 2021 г. они перешли в наступление, 28 июня вновь заняли Мэкеле и ряд крупных городов региона Тыграй, заставив отступить и эфиопские, и эритрейские войска. В октябре объединенные силы НФОТ и АОО начали стремительно наступать на Аддис-Абебу, к концу ноября возникла угроза взятия столицы в осаду. Абий Ахмед заявлил, что будет руководить, находясь на фронте, "чтобы защитить страну". В декабре федеральным войскам, не в последнюю очередь благодаря поставкам иностранной военной техники и помощи амхарского ополчения, удалось развить контрнаступление. В конце декабря руководство НФОТ приняло решение отступить обратно в Тыграй и начать оборону региона.
После успешного контрнаступления правительственных сил начались переговоры с НФОТ, 24 марта 2022 года закончившиеся объявлением перемирия на неопределенный срок, чтобы наладить поступление необходимой помощи в осажденный Тыграй, который еще с 2020 года был охвачен голодом. Но уже в августе 2022 года, после того, как переговоры сторон зашли в тупик, произошла резкая эскалация конфликта. С обеих сторон были мобилизованы  сотни тысяч солдат, вновь начались ожесточенные столкновения.  После ряда дипломатических усилий, при посредничестве США и ряда стран Африки 2 ноября 2022 года в Претории представителями НФОТ и правительства Эфиопии было подписано мирное соглашение, вступившее в силу на следующий день. Правительственные войска выводились из региона, при этом войска Эритреи, не являвшейся стороной договора, продолжали оккупировать части Тыграя и в 2023 г.  Помимо армии, где ключевые позиции стали занимать представители народа оромо вместо прежних тыграев,  важную роль в подавлении сил НФОТ сыграли выступившие на стороне правительства ополчения народов амхара и афар.
Война в Тыграе, по оценке Гентского университета, унесла жизни 162,000–378,000 гражданских. Жители Тыграя (и в меньшей степени жители других регионов Эфиопии) подвергались вызванному военной блокадой голоду, неизбирательному огню, сексуальному насилию, внесудебным арестам и казням. Ряд международных экспертов и организаций обвинили вооруженные силы Эфиопии и Эритреи в осуществлении геноцида тыграйцев. В то же время отмечается, что военные преступления совершались всеми сторонами конфликта.
С окончанием войны в Тыграе процесс дезинтеграции страны не остановился. Амхарцы, сыгравшие важную роль в разгроме мятежных сил в Тыграе, были недовольны намерением Аддис-Абебы разоружить их местные ополчения. В апреле 2023 года в крупных городах региона Амхара вспыхнули масштабные протесты. 27 апреля был убит глава амхарского отделения правящей Партии процветания. Местные власти возложили вину на амахарское ополчение Фано (с амхарского буквально "молодежь"). 1 августа появились сообщения о боестолкновениях между Фано и национальными силами обороны Эфиопии (НСОЭ) в городах Дэбрэ-Табор и Кобо. Столкновения вскоре перекинулись и на другие амхарские города. Власти региона запросили у НСОЭ помощи в подавлении мятежа. В связи с этим 4 августа правительство Эфиопии ввело в стране режим чрезвычайного положения сроком на шесть месяцев. Через несколько дней правительственные войска установили контроль над рядом крупных амхарских городов, таких как Гондэр, Лалибэла и административным центром Амхара Бахр-Дар. 26 августа в конфликт с ополченцами Фано вступили повстанцы из Армии освобождения Оромо.